# Gabriele Galantara

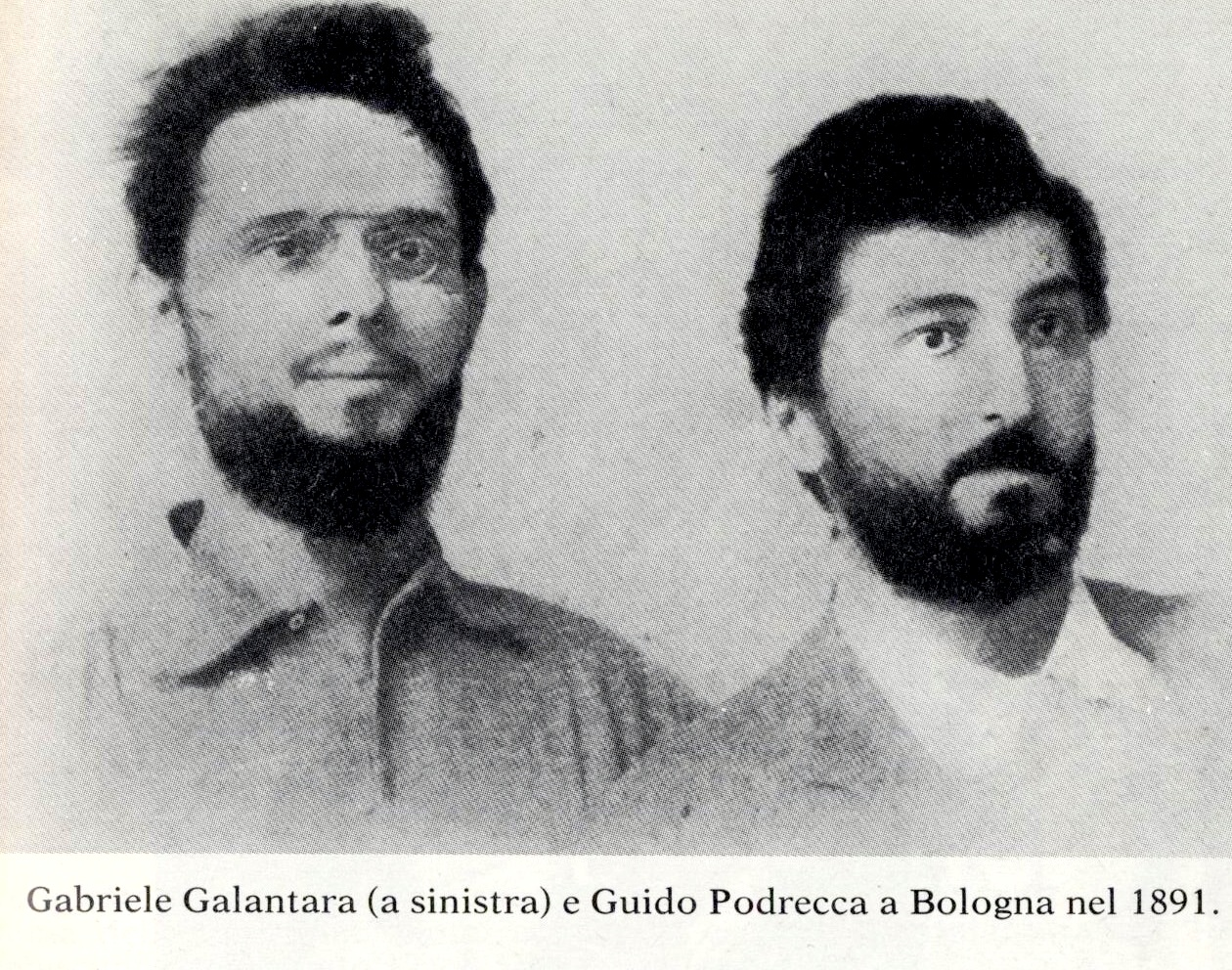
Gabriele Galantara e Guido Podrecca (a destra) a Bologna nel 1891

Gabriele Galantara (Montelupone, 18 ottobre 1865 – Roma, 10 gennaio 1937) è stato un giornalista ed uno dei maggiori caricaturisti e disegnatori satirici italiani.

## Biografia

### La famiglia e gli studi
Nacque a Montelupone in provincia di Macerata da Giovanni e da Giulia Terenzi, una coppia di nobili decaduti le cui famiglie originarie avevano variamente partecipato ai moti risorgimentali.
Nel 1874 entrò nel convitto provinciale di Macerata per frequentarvi le scuole elementari e poi l'istituto tecnico. Nel corso degli studi rivelò una spiccata propensione per il disegno, incoraggiato dal padre, a sua volta pittore dilettante. Morto il padre nel 1884, la madre - nonostante le notevoli difficoltà economiche in cui venne a trovarsi - lo fece iscrivere alla facoltà di matematica dell'Università di Bologna.

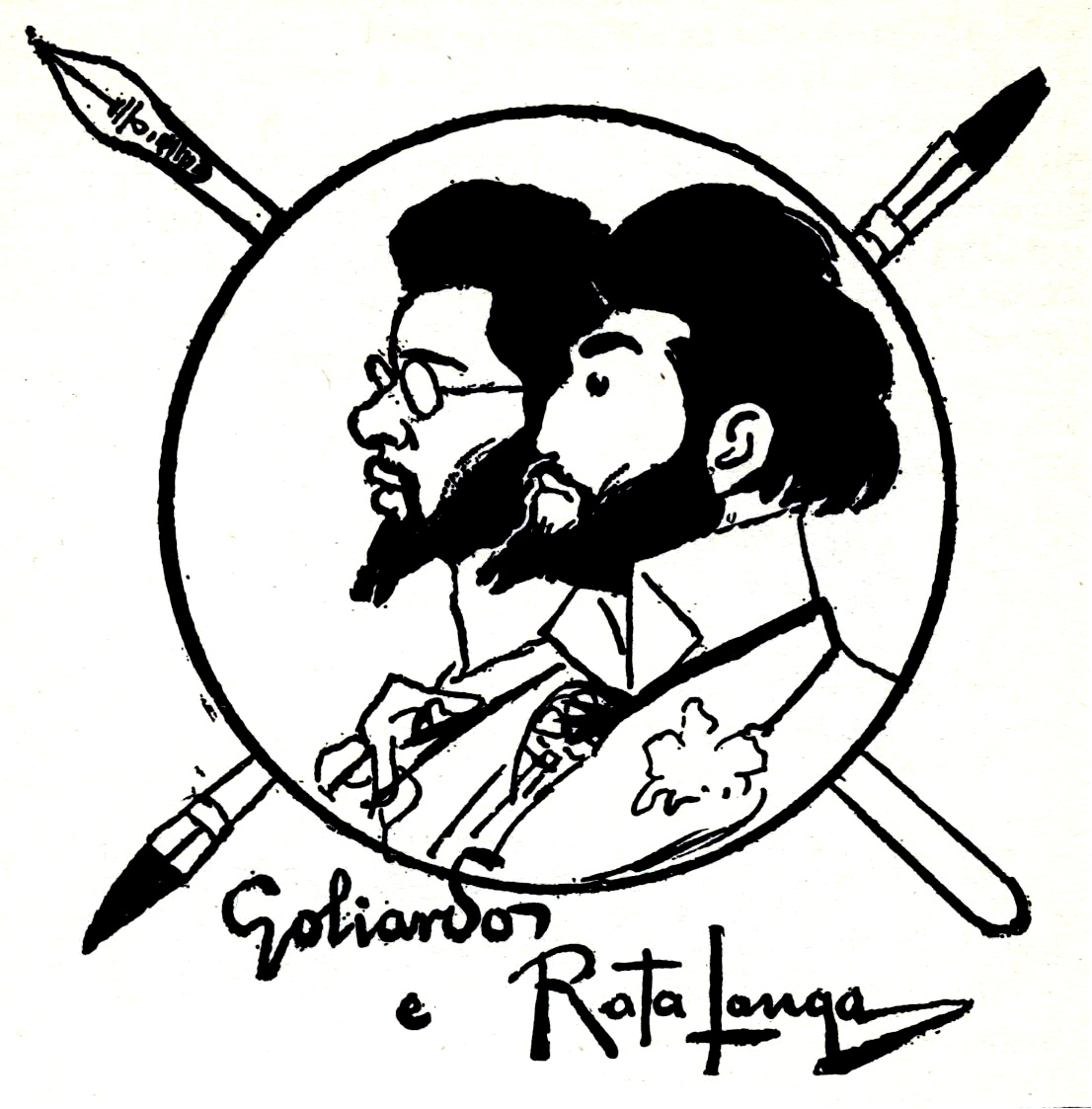
Caricature di Guido Podrecca (Goliardo) e Gabriele Galantara (Rata Langa)

In realtà frequentò con scarsa assiduità gli studi universitari, mentre si mostrò sempre più attratto dal disegno, dalla pittura e dalle arti figurative in genere.
L'ambiente intellettuale bolognese, in particolare quello che gravitava intorno all'Università, esercitò un'influenza decisiva sulla sua formazione culturale e politica. A Bologna incontrò Guido Podrecca, studente di lettere, suo coetaneo animato dallo stesso interesse per il giornalismo satirico, con il quale strinse la profonda amicizia che fu all'origine della loro lunga collaborazione.

### Gli inizi come disegnatore satirico
Nel 1886 fece il suo esordio sulla carta stampata come disegnatore pubblicando, con lo pseudonimo di Blitz, sul settimanale umoristico Ehi ch'al scusa, fondato da Alfredo Testoni nel 1879, un giornale di frivolezze e pettegolezzi non privo di pretese artistiche. L'occasione fu offerta dall'acceso dibattito sorto in città - al quale partecipò anche Giosuè Carducci, ancora repubblicano - in merito al monumento da erigere a Vittorio Emanuele II in piazza San Petronio.
Nel 1887 iniziò a frequentare l'Accademia di belle arti di Bologna.

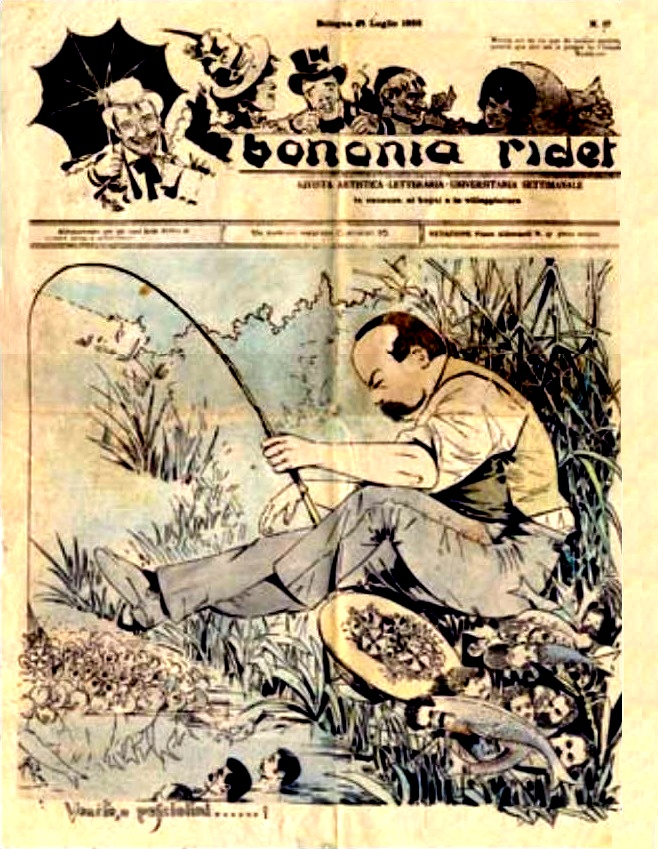
Copertina del settimanale satirico bolognese «Bononia ridet» a cui collaborò Gabriele Galantara agli esordi della sua carriera di caricaturista

Nel 1888, in occasione dell'ottavo centenario dell'Università di Bologna, insieme con l'amico Podrecca diede vita al settimanale satirico Bononia ridet, che ben presto prese ad affrontare tutti i temi più attuali della vita cittadina e della politica nazionale, mostrandosi sensibile agli ideali socialisti.
Collaborava contemporaneamente anche a un altro periodico umoristico bolognese, La rana.
La diffusione di Bononia ridet crebbe notevolmente e con essa la notorietà degli autori, che furono ritenuti responsabili delle manifestazioni studentesche che ebbero luogo a Bologna tra marzo e maggio 1891: i due, che avevano fatto del loro giornale il portavoce del programma operaio, vennero incriminati per istigazione allo sciopero e trascorsero un breve periodo di detenzione, prima di essere assolti per insufficienza di prove. Le denunce valsero comunque ai due l'espulsione dall'Università.
Galantara, nel frattempo, si era legato sentimentalmente ad Angelina Ravaglia, dalla quale avrà i quattro figli Libertà, Luce, Giovanni, Vera.

### La fondazione deL'Asino

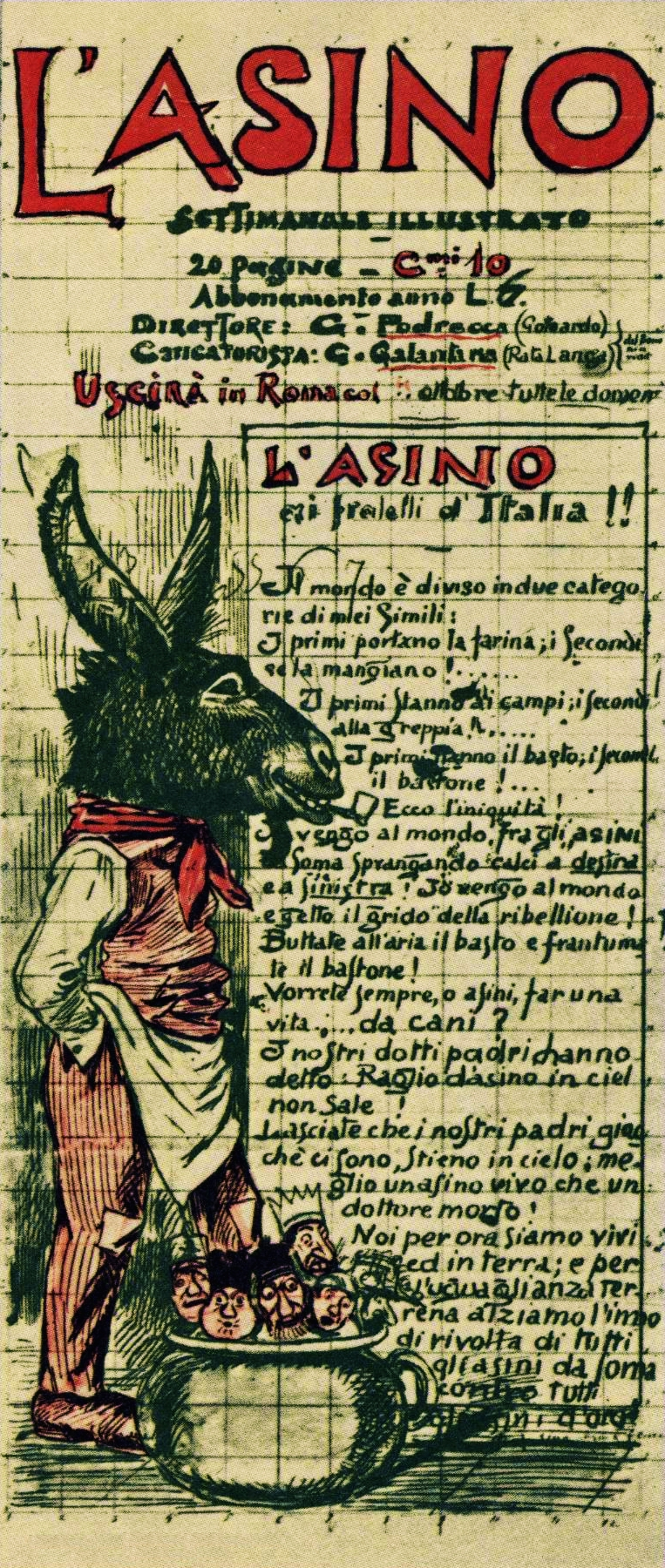
Gabriele Galantara, locandina de L'Asino del 1892

Podrecca e Galantara, nomi ormai conosciuti in ambito giornalistico, nel 1892 vennero invitati a Roma da Luigi Arnaldo Vassallo per lavorare al giornale Il torneo, di cui lo stesso Vassallo, già noto con lo pseudonimo di Gandolin, era direttore.
Nella capitale, entrando a contatto con vari gruppi socialisti, repubblicani e anarchici, ebbero la possibilità di attuare il progetto di un proprio giornale. Lo intitolarono L'Asino, con riferimento al motto di Francesco Domenico Guerrazzi: "Come il popolo è l'asino: utile, paziente e... bastonato".
La direzione del nuovo settimanale, il cui primo numero uscì il 27 novembre 1892, venne assunta da Podrecca, mentre Galantara firmava le illustrazioni con vari pseudonimi (Rata-Langa, prevalentemente, ma anche A.A. Lagrant, Blitz e Grottesco). 
Il tratto del suo disegno era piuttosto marcato e deciso, di stile espressionista.

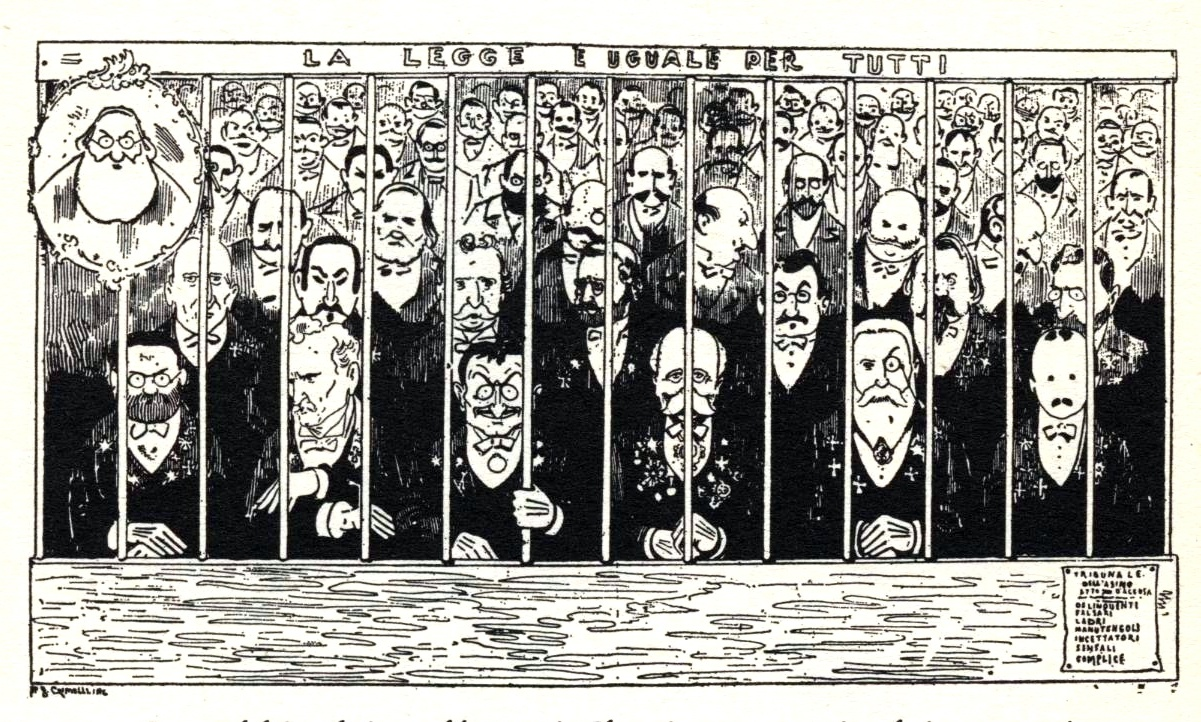
Gabriele Galantara, La gabbia dei malfattori: il primo maggio dei governi, vignetta per L'Asino del 29 gennaio 1893 sullo scandalo della Banca Romana

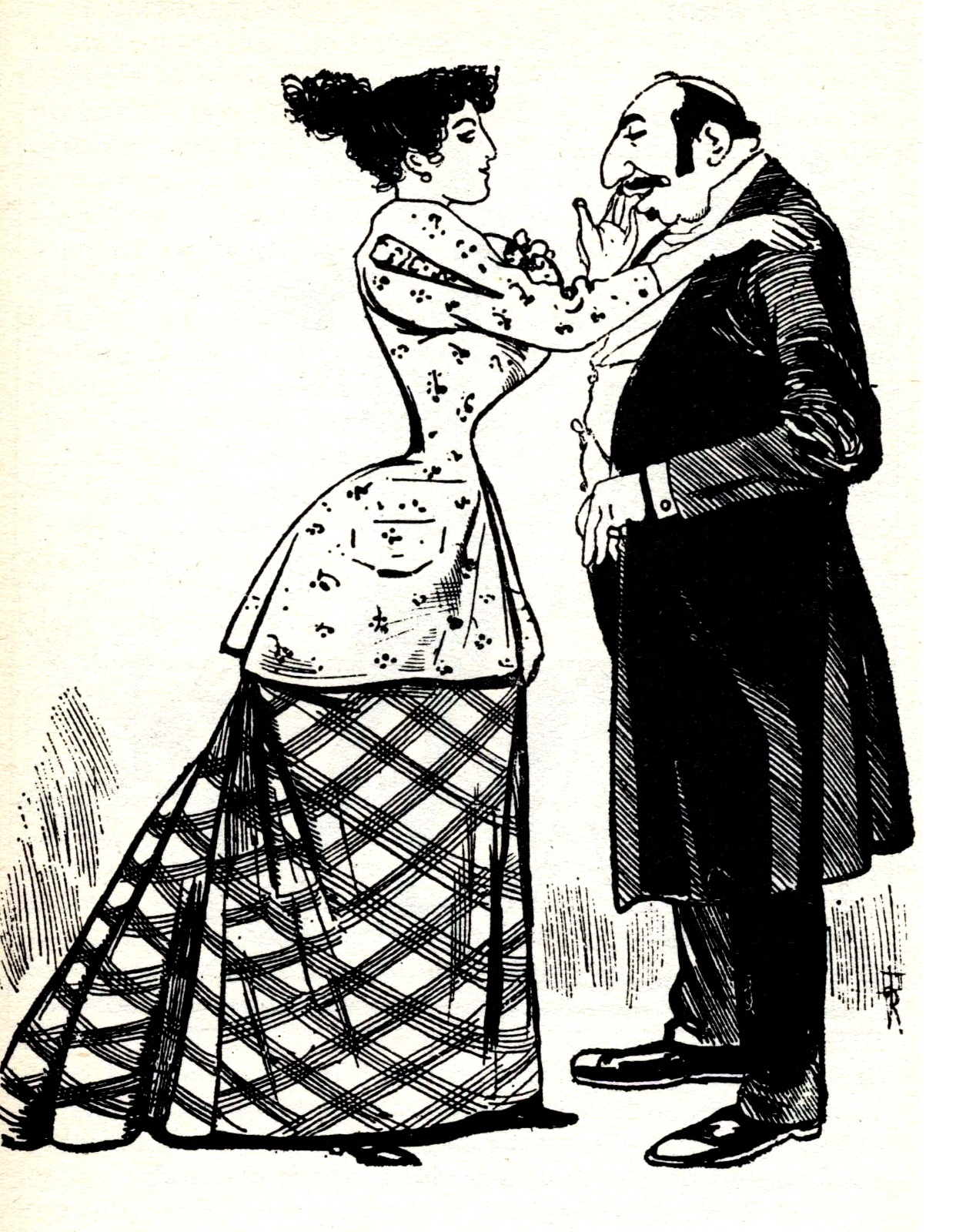
Gabriele Galantara, "La .... banca unica", copertina de L'Asino del 16 luglio 1893 su Giovanni Giolitti e lo scandalo della Banca Romana

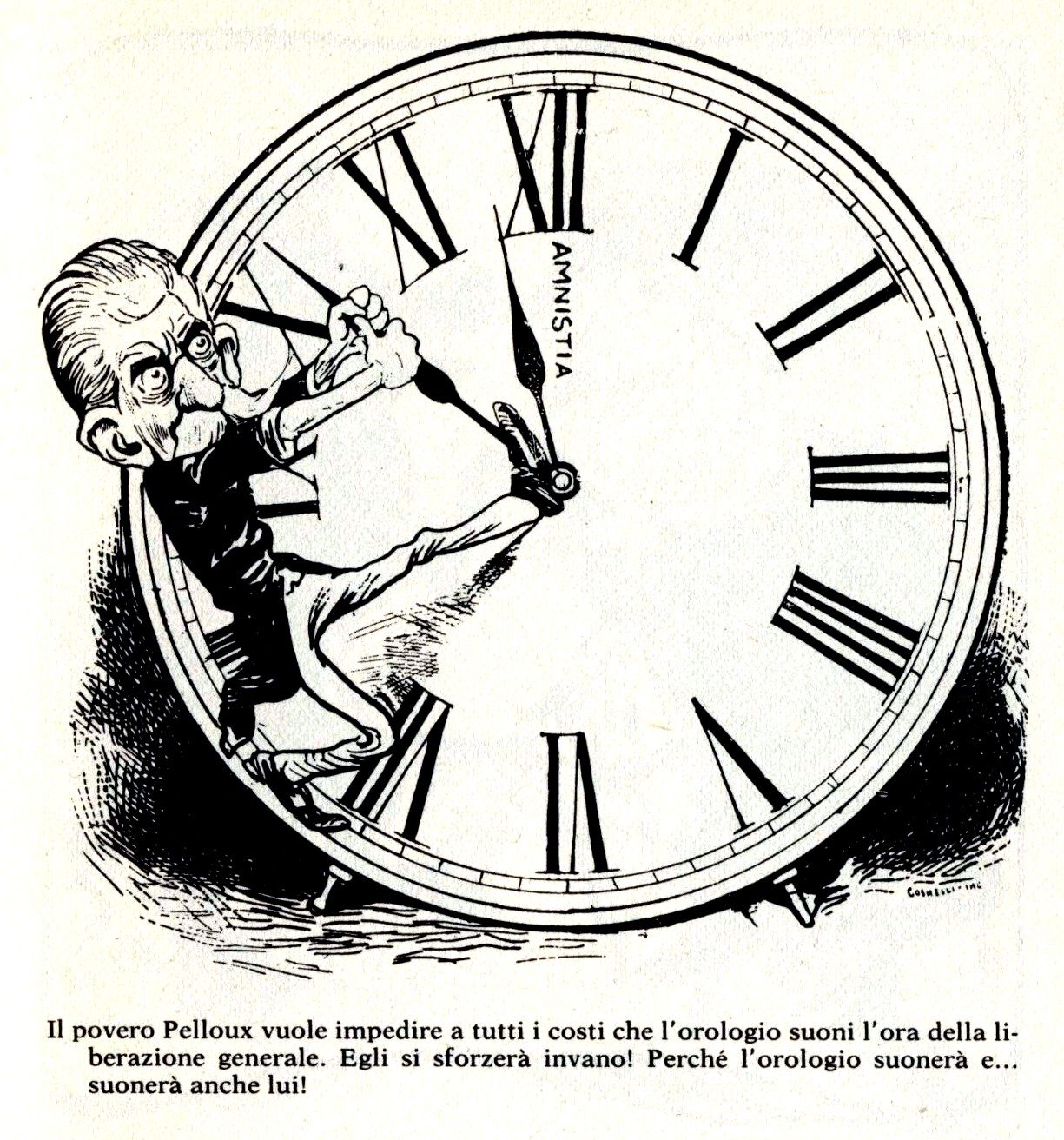
Gabriele Galantara, "L'ostinazione di Pelloux", vignetta per L'Asino del 22 gennaio 1899

L'Asino incontrò il favore del pubblico, attestandosi su una tirature di oltre 20 000 copie, e divenne un efficace mezzo di diffusione delle idee socialiste, sia pure espresse in maniera non eccessivamente rigorosa. Obiettivo della satira furono gli episodi di malcostume politico - a cominciare dallo scandalo della Banca romana - e gli uomini politici, primo fra tutti Giovanni Giolitti - soprannominato "Palamidone" per la lunga redingote che usava portare - ma anche Francesco Crispi, Antonio di Rudinì, Luigi Pelloux.
Il successo del giornale indusse i suoi due redattori a trasformarlo, agli inizi del 1895, in quotidiano, ma questo passo si rivelò subito insostenibile sia dal punto di vista economico sia da quello redazionale e, in agosto, L'Asino riprese la periodicità settimanale.

### La collaborazione con l’Avanti!

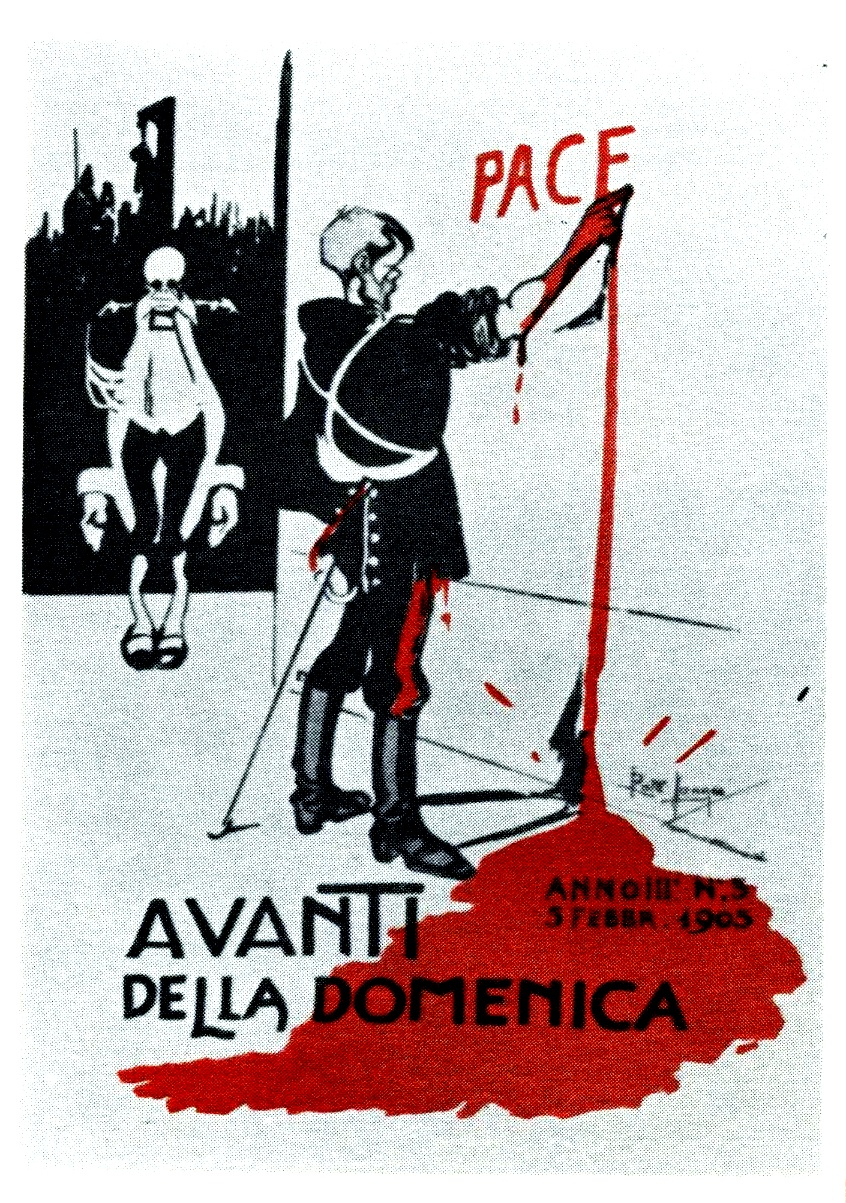
Gabriele Galantara, "Pace", copertina dell'Avanti! della domenica del 5 febbraio 1905

Alla fine del 1896 venne fondato, come organo del Partito Socialista Italiano, l'Avanti!, con il quale Galantara prese a collaborare regolarmente con una vignetta quotidiana.
Nel 1897 i redattori de L'Asino, insieme con l'editore Luigi Mongini, vennero arrestati per propaganda sovversiva e il giornale dovette sospendere le pubblicazioni per un breve periodo. Galantara venne nuovamente arrestato, come militante socialista, per aver partecipato ai moti del maggio 1898.
Dopo i suoi primi otto anni di vita - di fronte all'accresciuta presenza dei cattolici nella società italiana e tra le stesse masse lavoratrici - il giornale satirico subì un profondo mutamento d'indirizzo e venne a caratterizzarsi soprattutto con un acceso anticlericalismo.

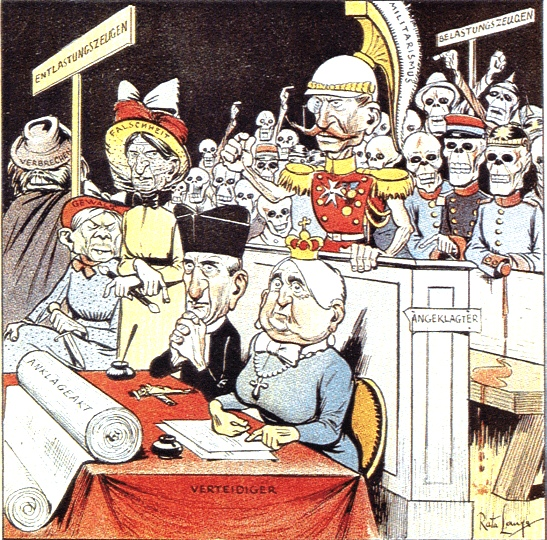
Gabriele Galantara, Rata Langa, Militarismus auf der Anklagebank (“'Militarismo sul banco dell'imputato), in Der wahre Jacob (Il vero Giacomo), 1899

In quel periodo il disegnatore compì numerosi viaggi all'estero, principalmente in Francia, Belgio e Germania, dove la fama del suo talento caricaturistico si era diffusa anche grazie alla collaborazione con Der Wahrer Jacob, il quindicinale satirico socialista al quale si era ispirato L'Asino.

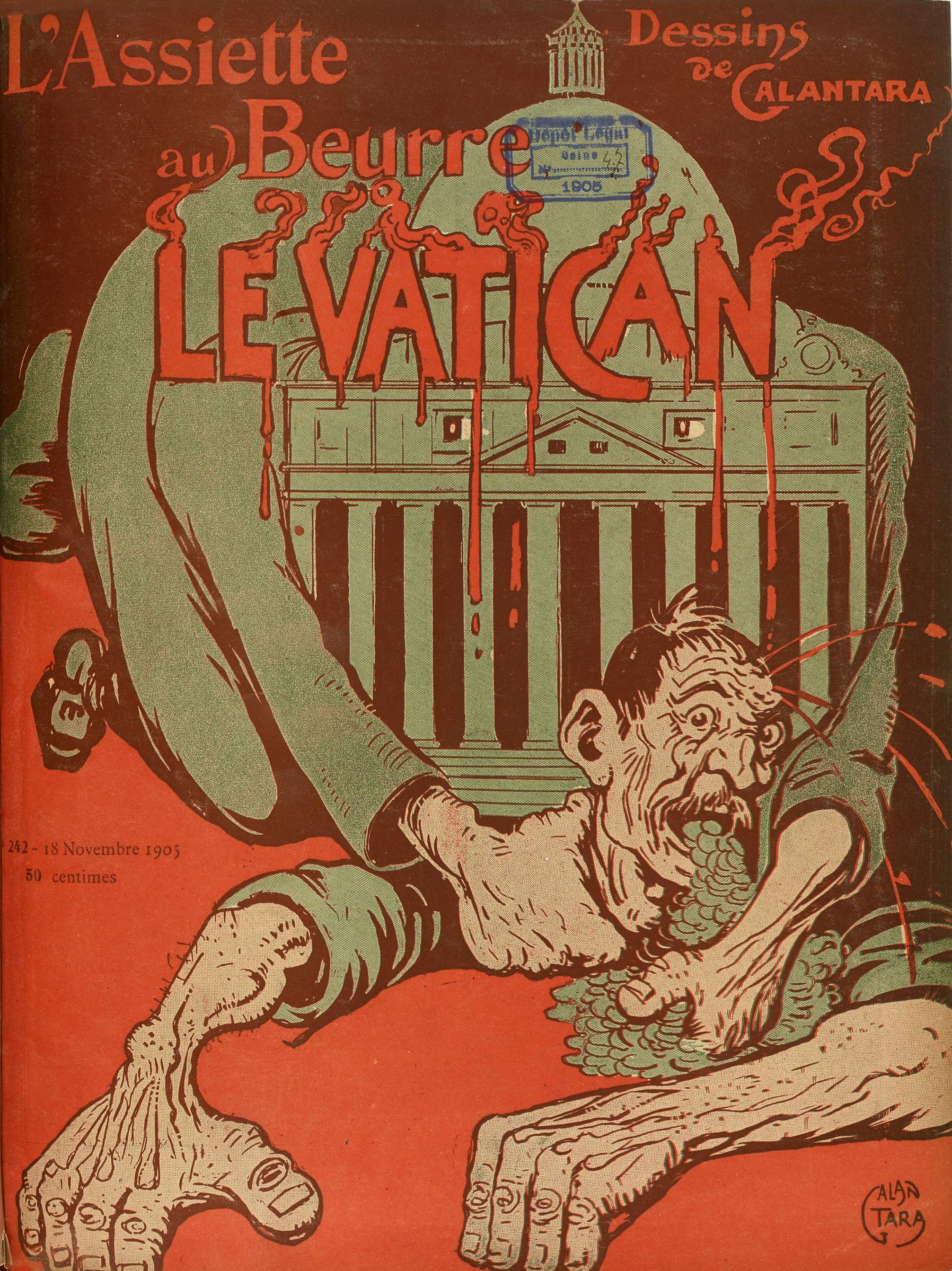
Gabriele Galantara, Le Vatican, copertina de L'Assiette au beurre del 18 novembre 1905

Dal 1905 collaborò anche con L'Assiette au Beurre, noto periodico francese di satira sociale, per il quale realizzò i fascicoli monografici Le Vatican (1905), Vive la Russie! e Chronique russe (1906). 
A Parigi, nel 1909, partecipò con trentasette tra disegni e dipinti al Salon des humoristes e due sue opere furono esposte al Salon d'Automne nella sezione italiana d'arte moderna.

### La posizione interventista nella Grande Guerra

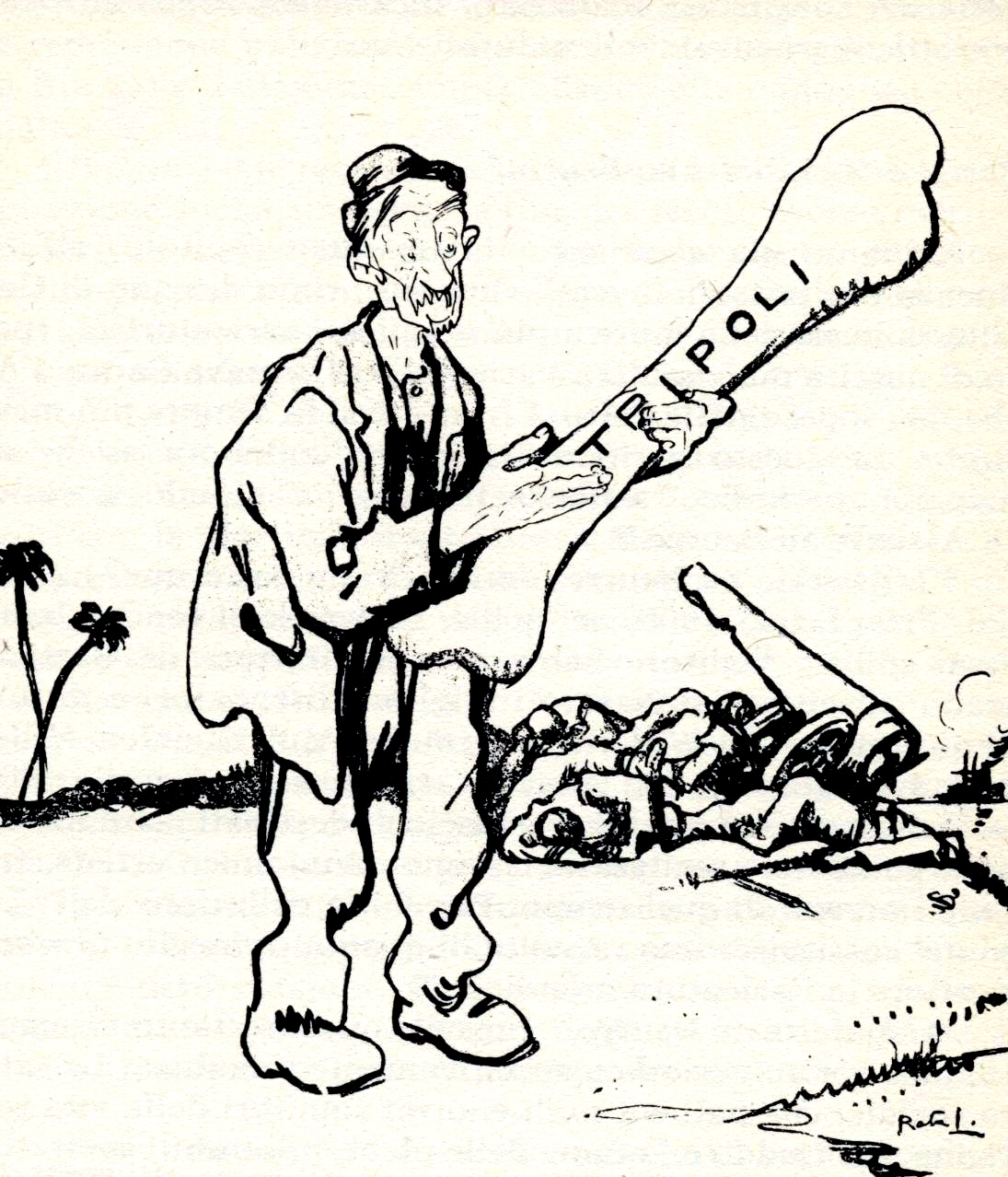
Gabriele Galantara, "Domani a conti fatti - Pantalone: Valeva proprio la pena?", vignetta per L'Asino sulla guerra di Libia, 1911

Nel 1911 la guerra italo-turca fu la causa di un grave dissidio con Podrecca, che nel 1909 era stato eletto deputato nelle liste del PSI e si era schierato a favore dell'impresa coloniale, mentre Galantara espresse posizioni anticolonialiste. Il giornale riuscì a dare spazio a entrambe le posizioni, ma senza dubbio le grandi vignette a colori contro la guerra di Galantara risultavano più efficaci degli articoli di Podrecca, che nel 1912 venne espulso dal Partito Socialista Italiano assieme al fondatore dell'Avanti! Leonida Bissolati, ad Ivanoe Bonomi, ad Angiolo Cabrini e ad altri nove deputati socialisti, fondando dopo il Partito Socialista Riformista Italiano.

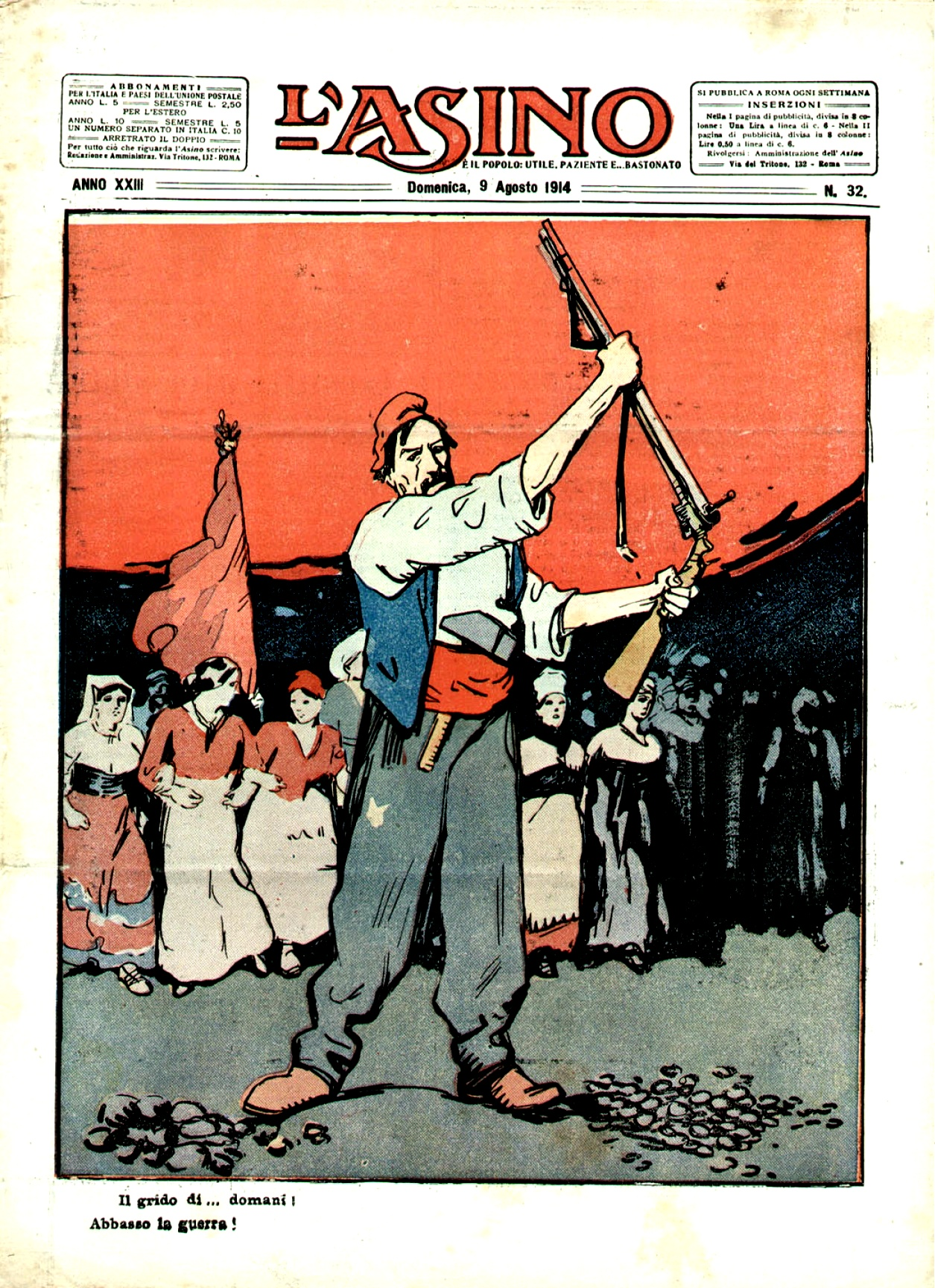
Gabriele Galantara, “Il grido di ... domani: Abbasso la guerra!”, copertina de L'Asino del 9 agosto 1914, basata sul concetto: "questa è l'ultima guerra". Nonostante l'intento della vignetta fosse pro-intervento, essa è divenuta nel tempo un'immagine pacifista ed antimilitarista

I contrasti tra i due furono in parte superati quando, alla vigilia della prima guerra mondiale, entrambi si ritrovarono d'accordo sulla linea interventista espressa da Bissolati.
Il cambiamento di rotta di Galantara trovava una spiegazione nella simpatia che egli nutriva per la Francia democratica e nell'avversione nei confronti degli Imperi centrali, e in particolare dell'Austria, considerati i baluardi della reazione e del clericalismo. E perciò, pur avendo rotto con il Partito socialista, Galantara continuò a rivendicare la propria coerenza con i principî socialisti.

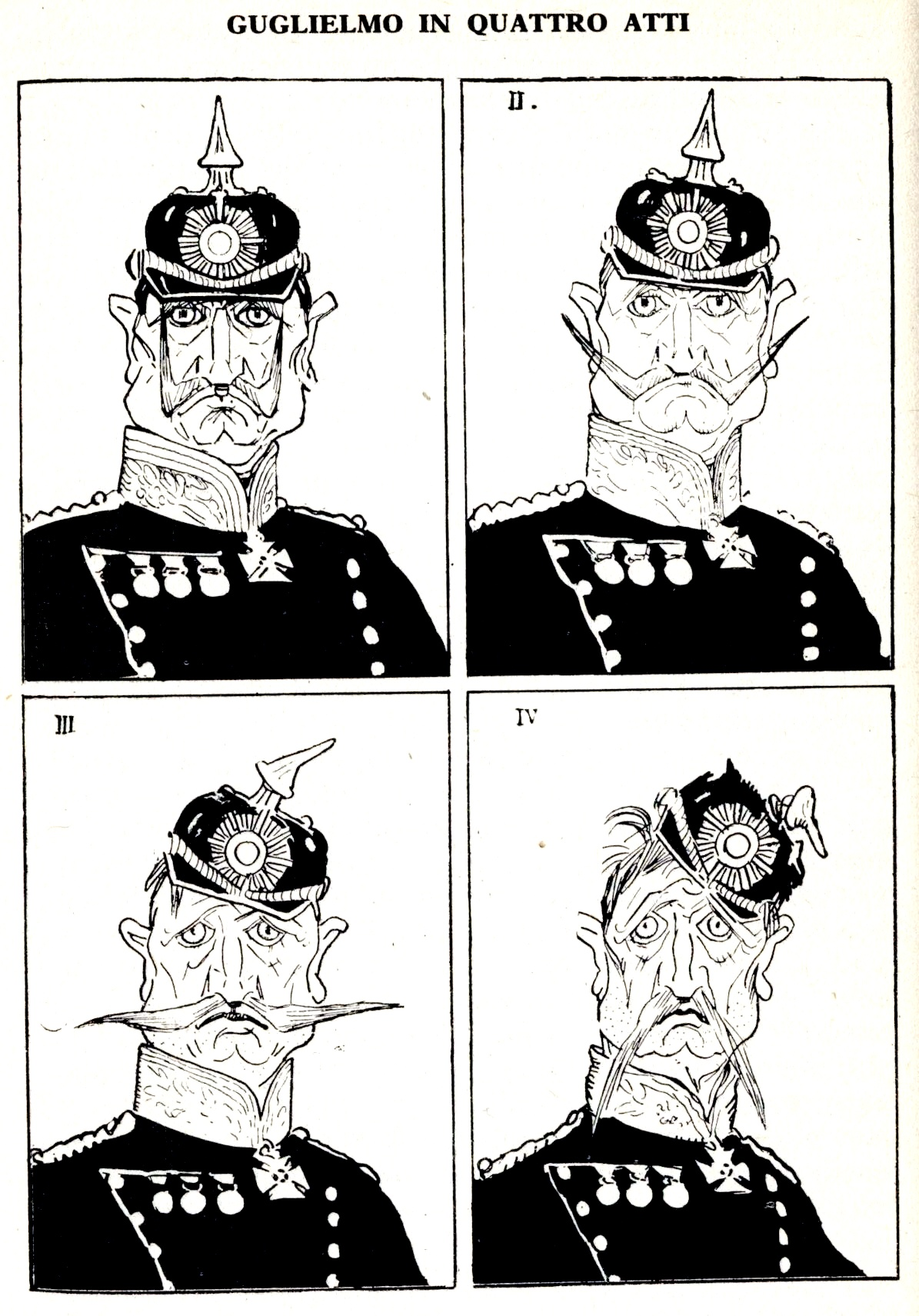
Gabriele Galantara, "Guglielmone in quattro atti", controcopertina de L'Asino dell'11 ottobre 1914

Diede il suo apporto alla causa interventista e alla propaganda di guerra con le caricature, divenute famose, di Guglielmone e di Cecco Beppe e predicando l'ostilità verso la "barbarie teutonica". Le sue vignette vennero ripubblicate su altri giornali dei paesi dell'Intesa e furono esposte nel luglio 1916 alle "Leicester Galleries" di Londra; altre vignette apparvero sul periodico parigino L'Europe antiprussienne e sul giornale di trincea Signor sì.
Per le posizioni assunte nei confronti dell'intervento e - poi - degli eventi rivoluzionari russi del 1917 (Lenin e i bolscevichi venivano rappresentati come agenti tedeschi), L'Asino si alienò le simpatie delle masse socialiste e perse consenso tra i suoi lettori. Su questo punto vi fu una rottura, non definitiva , anche con Giuseppe Scalarini, che rappresentò Galantara quale "socialista falso" in un disegno  dove il collega risulta riconoscibilissimo pur senza nominarlo direttamente.

### La rottura con Podrecca e le persecuzioni fasciste

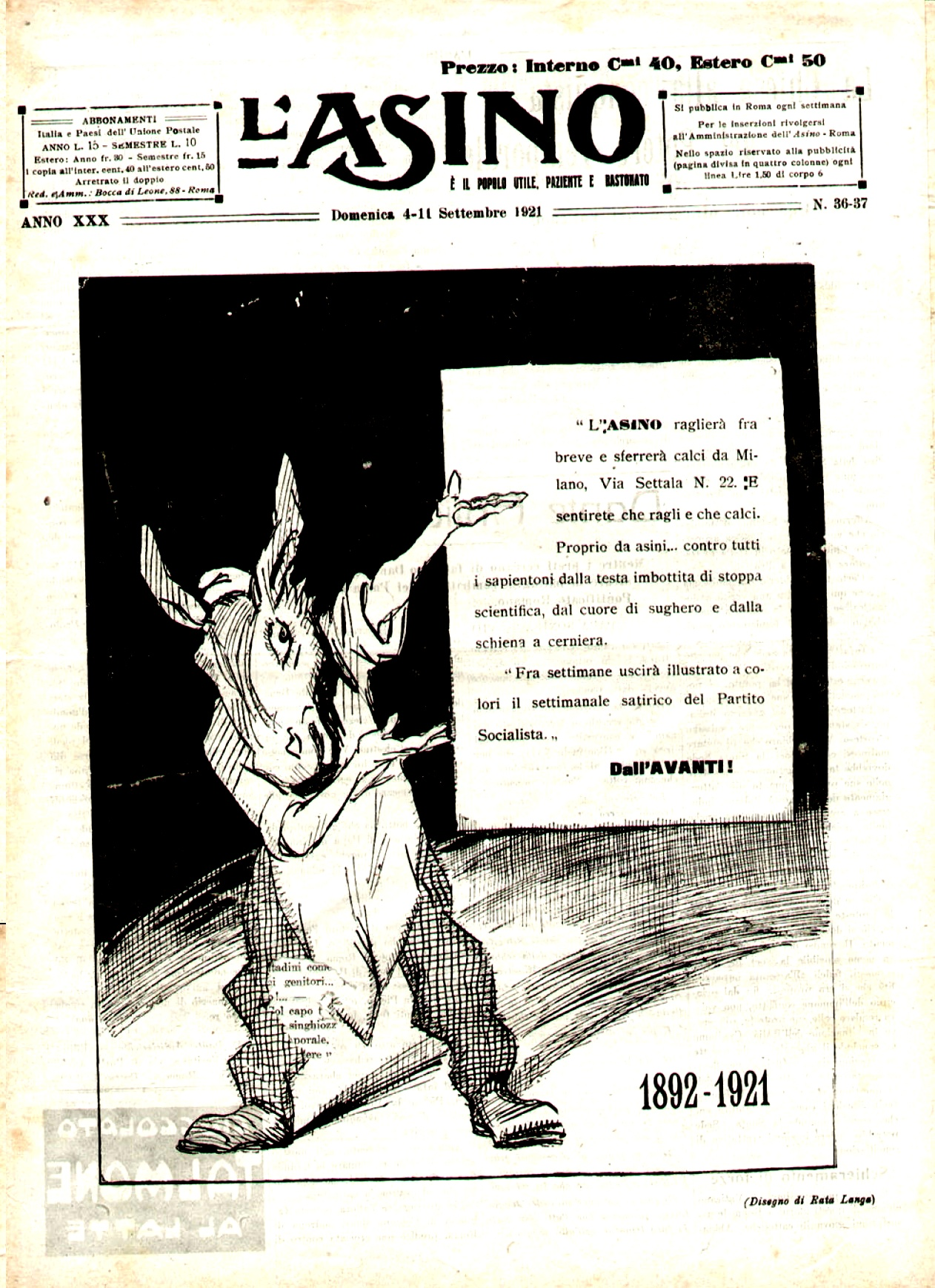
Gabriele Galantara, copertina de "L'Asino" del 4-11 settembre 1921 in cui si annuncia la ripresa delle pubblicazioni del giornale presso la tipografia dell'Avanti!

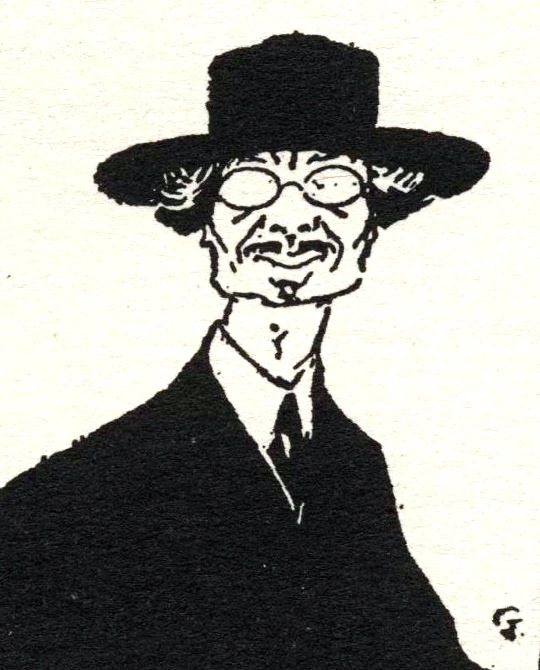
Gabriele Galantara, autocaricatura in età avanzata

Il declino fu aggravato dalla crisi economica postbellica e all'inizio del 1918 il giornale interruppe le pubblicazioni.
Dopo circa quattro anni di chiusura, durante i quali si era consumata la definitiva rottura con Podrecca, ormai su posizioni filofasciste, L'Asino riprese le pubblicazioni sotto la redazione del solo Galantara, che aveva aderito alla corrente massimalista del Partito Socialista.

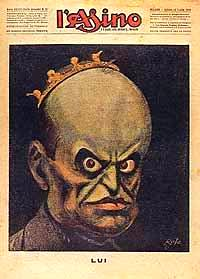
Gabriele Galantara, LUI, caricatura di Mussolini che porta in testa una corona con la scritta Guai a chi me la tocca, vignetta per L'Asino del 1924

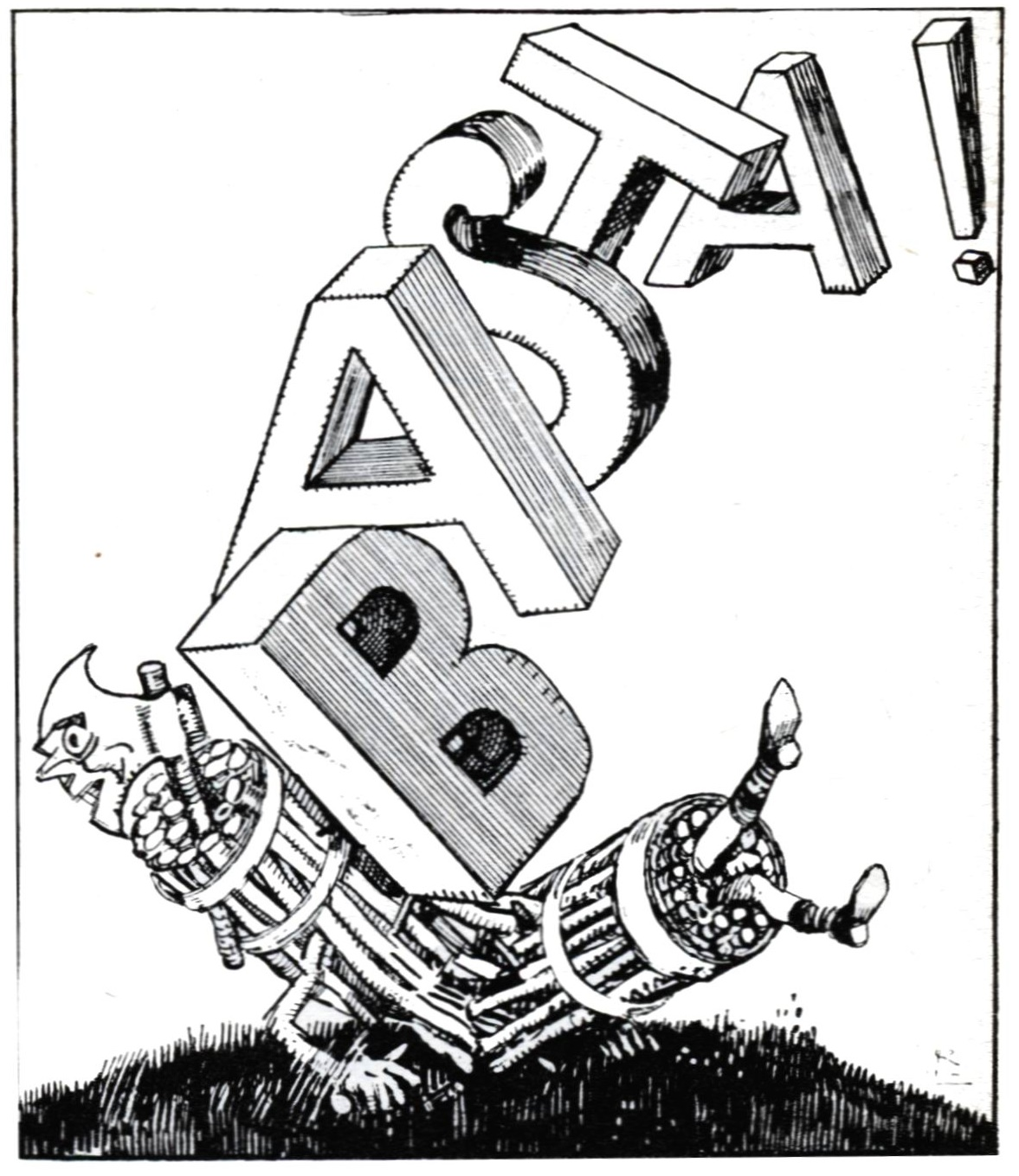
Gabriele Galantara, La voce del paese: Basta al fascismo!, vignetta per L'Asino del 1924

Nel numero del 25-31 gennaio 1921, Galantara, nell'editoriale "Ritorno", fece un consuntivo e un'autocritica circa il suo operato precedente, promettendo ai lettori un "ritorno" del giornale allo spirito vivace delle origini.
Tuttavia, nel clima di ripiegamento del movimento socialista di fronte all'avanzata del fascismo, gran parte del suo smalto e del suo vigore erano andati persi.
Ciò nonostante, Galantara schierò L'Asino su posizioni chiaramente antifasciste, indirizzando la sua satira contro la dittatura di Mussolini, anche grazie alla collaborazione al giornale di Giuseppe Scalarini.
Sarà costretto a sospendere le pubblicazioni nella primavera del 1925, dopo una lunga serie di minacce, persecuzioni e di interventi delle squadracce fasciste in redazione.

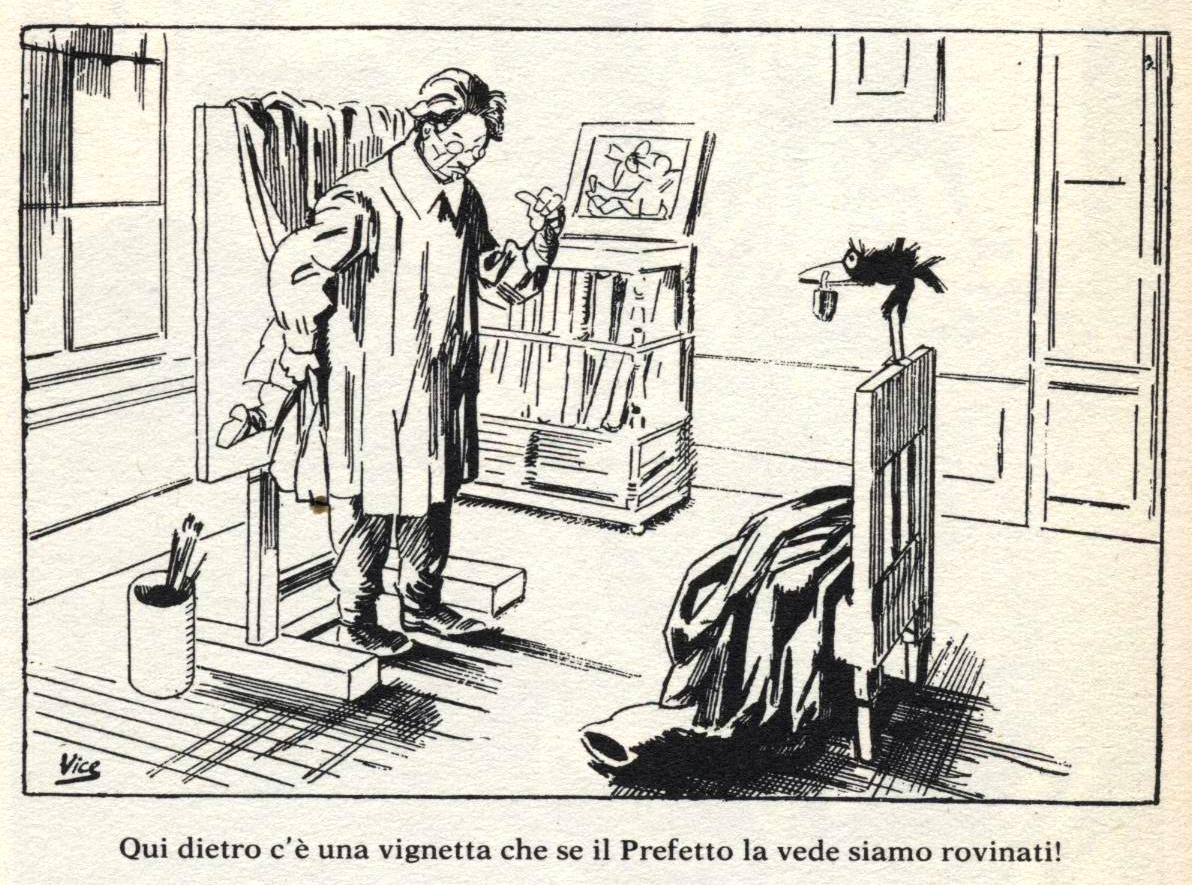
Gabriele Galantara, "Nell'atelier di Rata Langa!", Becco Giallo del 18 gennaio 1925

Conclusasi definitivamente l'esperienza de L'asino, Galantara lavorò per un altro giornale satirico, il Becco giallo di Alberto Giannini, anch'esso costretto poi alla chiusura dal regime fascista.
Nel dicembre 1926 venne arrestato e condannato a cinque anni di confino, pena commutata poi nella libertà vigilata; gli fu comunque vietato di svolgere attività giornalistica. 
Collaborò saltuariamente in forma anonima con il giornale umoristico Marc'Aurelio e con editori vari nell'illustrazione di libri.
La vigilanza speciale gli fu tolta solo poco prima della morte, avvenuta a Roma per l'aggravarsi dell'enfisema polmonare di cui soffriva, nel gennaio 1937.
Massone, fu membro della loggia romana "Propaganda massonica" del Grande Oriente d'Italia.

## Galleria d'immagini

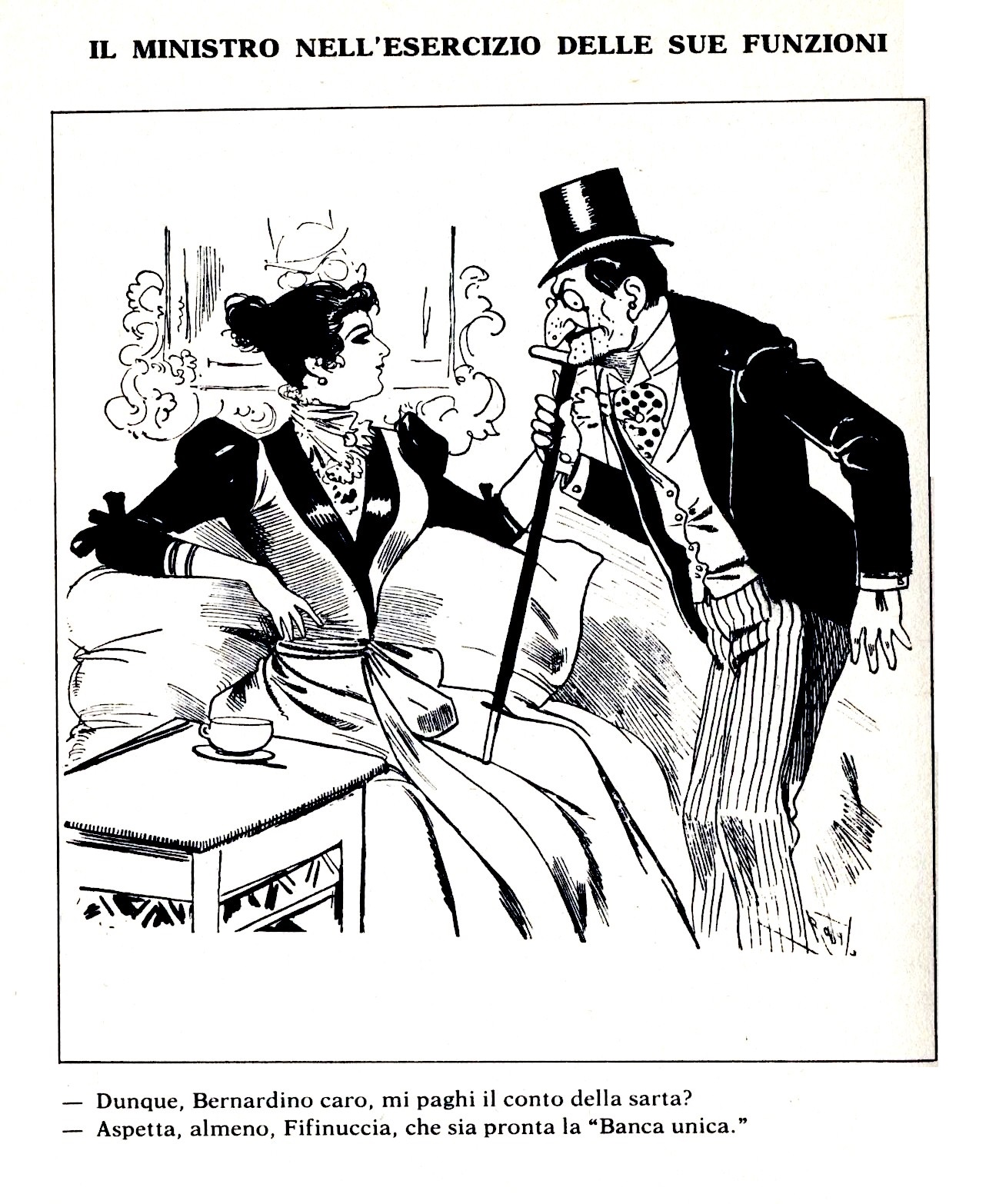
Gabriele Galantara, "Il ministro nell'esercizio delle sue funzioni", L'Asino, 1892
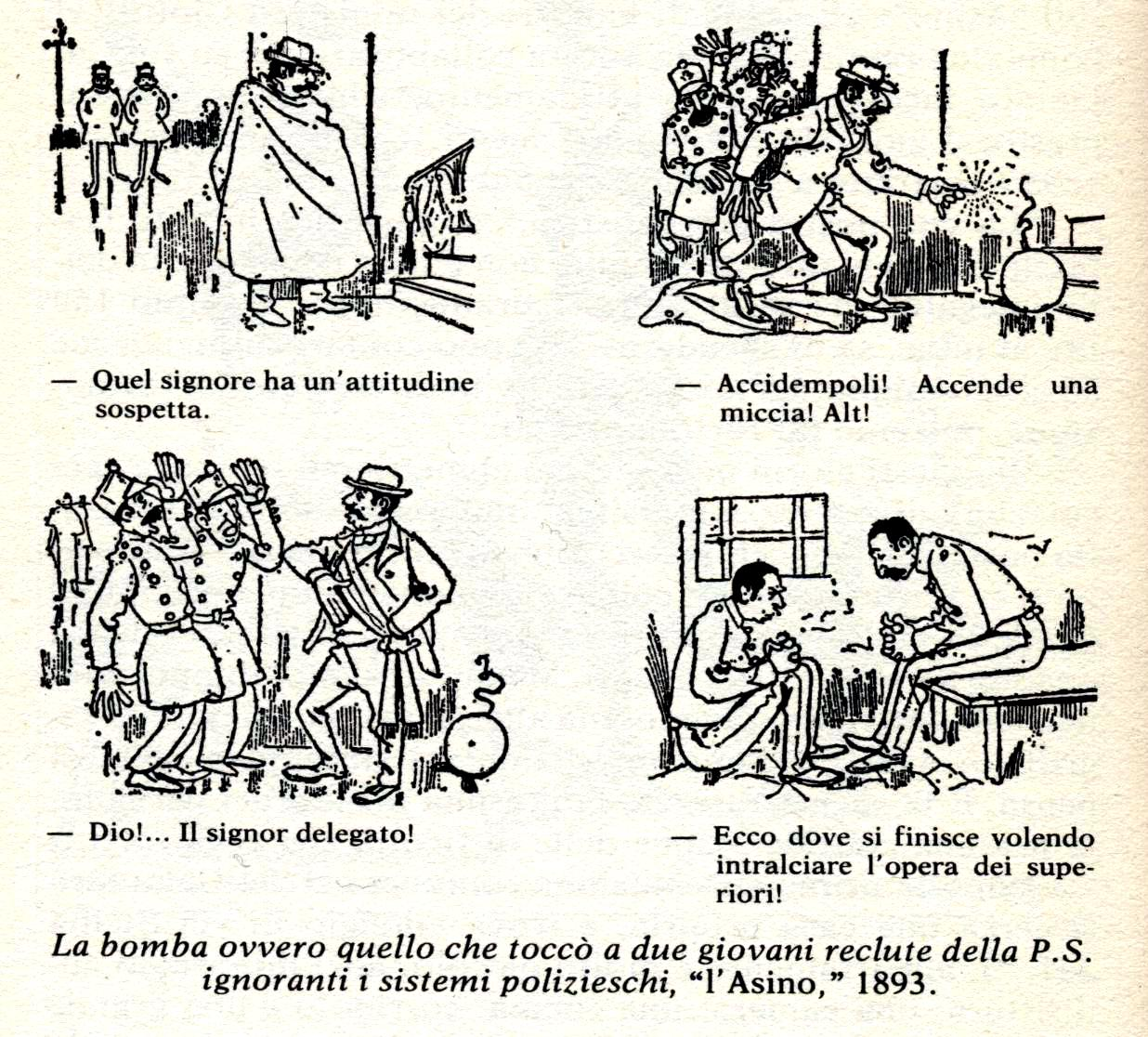
Gabriele Galantara, "La bomba", L'Asino, 1893
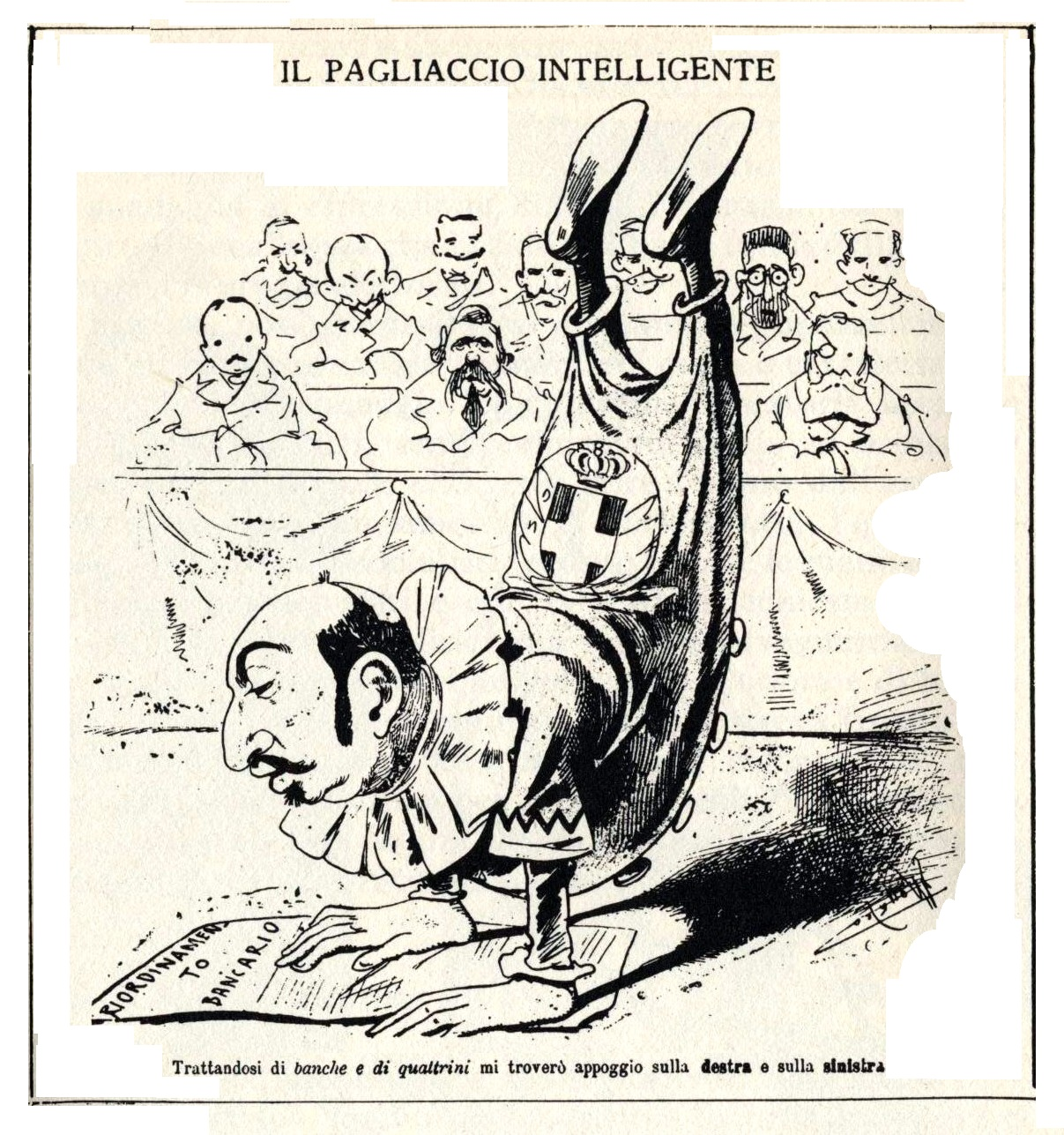
Gabriele Galantara, "Il pagliaccio intelligente", copertina de L'Asino, 14 maggio 1893
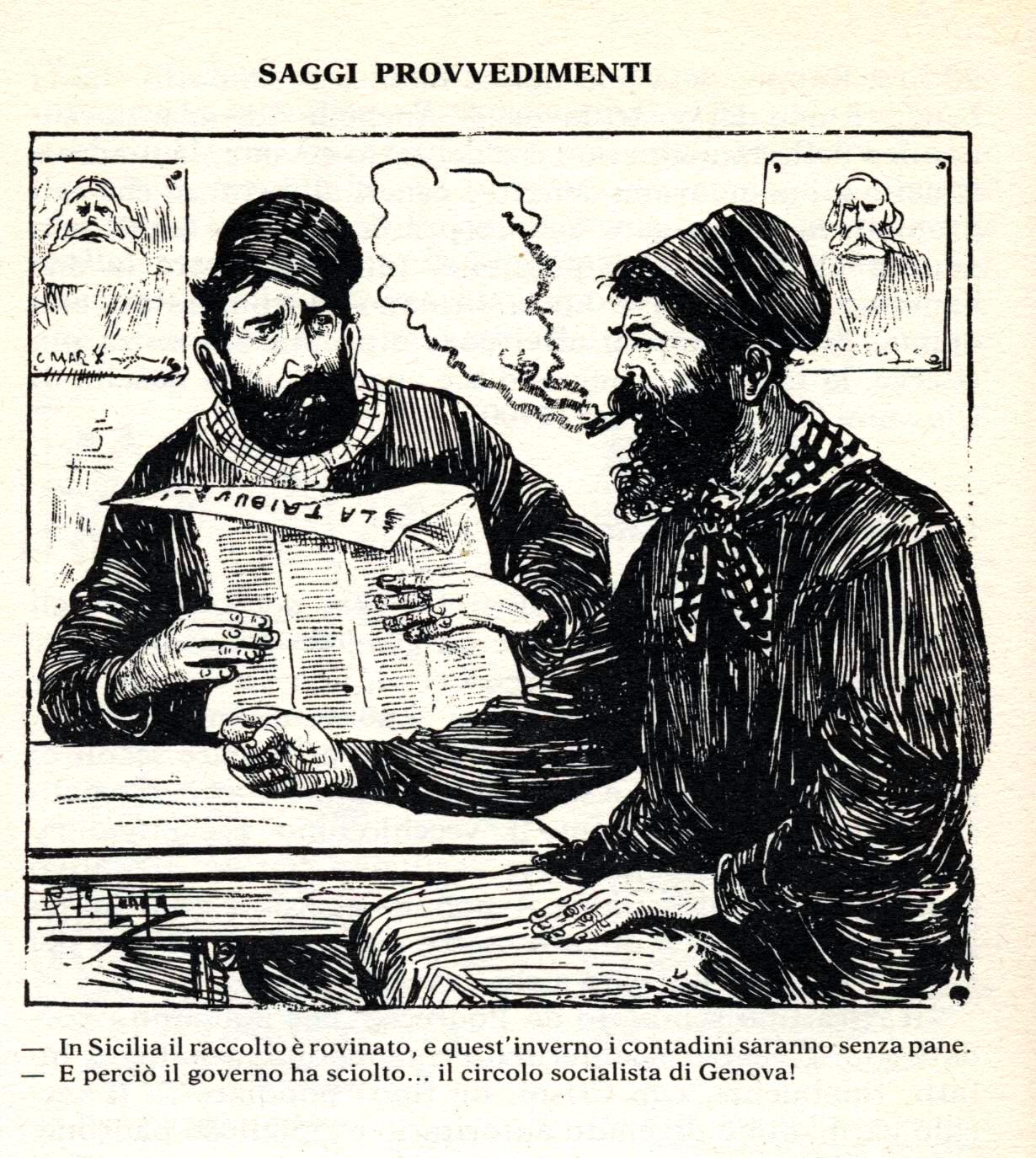
Gabriele Galantara, "Saggi provvedimenti", copertina de L'Asino, 19 settembre 1895
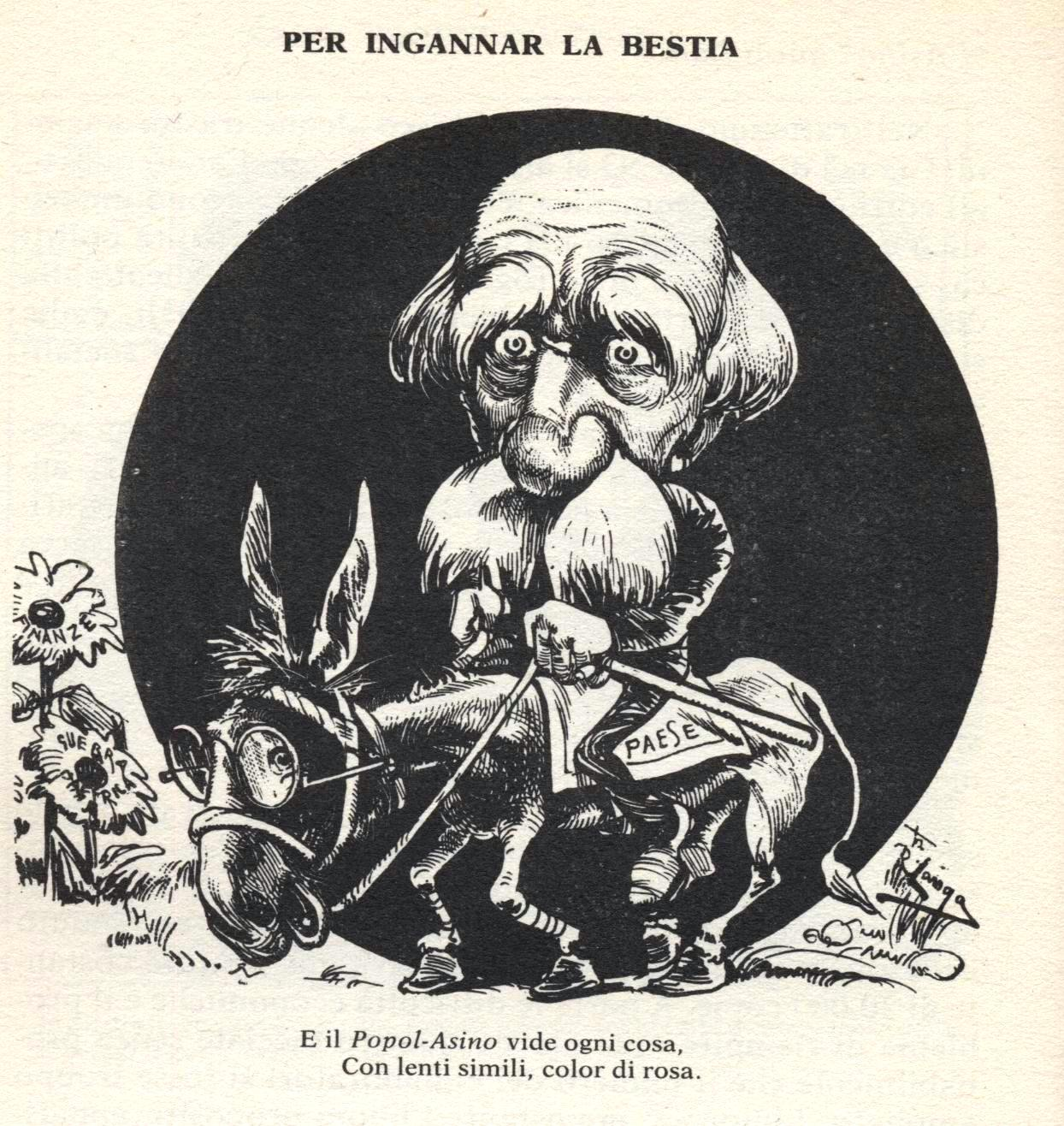
Gabriele Galantara, "Per ingannare la bestia", copertina de L'Asino del 13 ottobre 1895, caricatura di Francesco Crispi
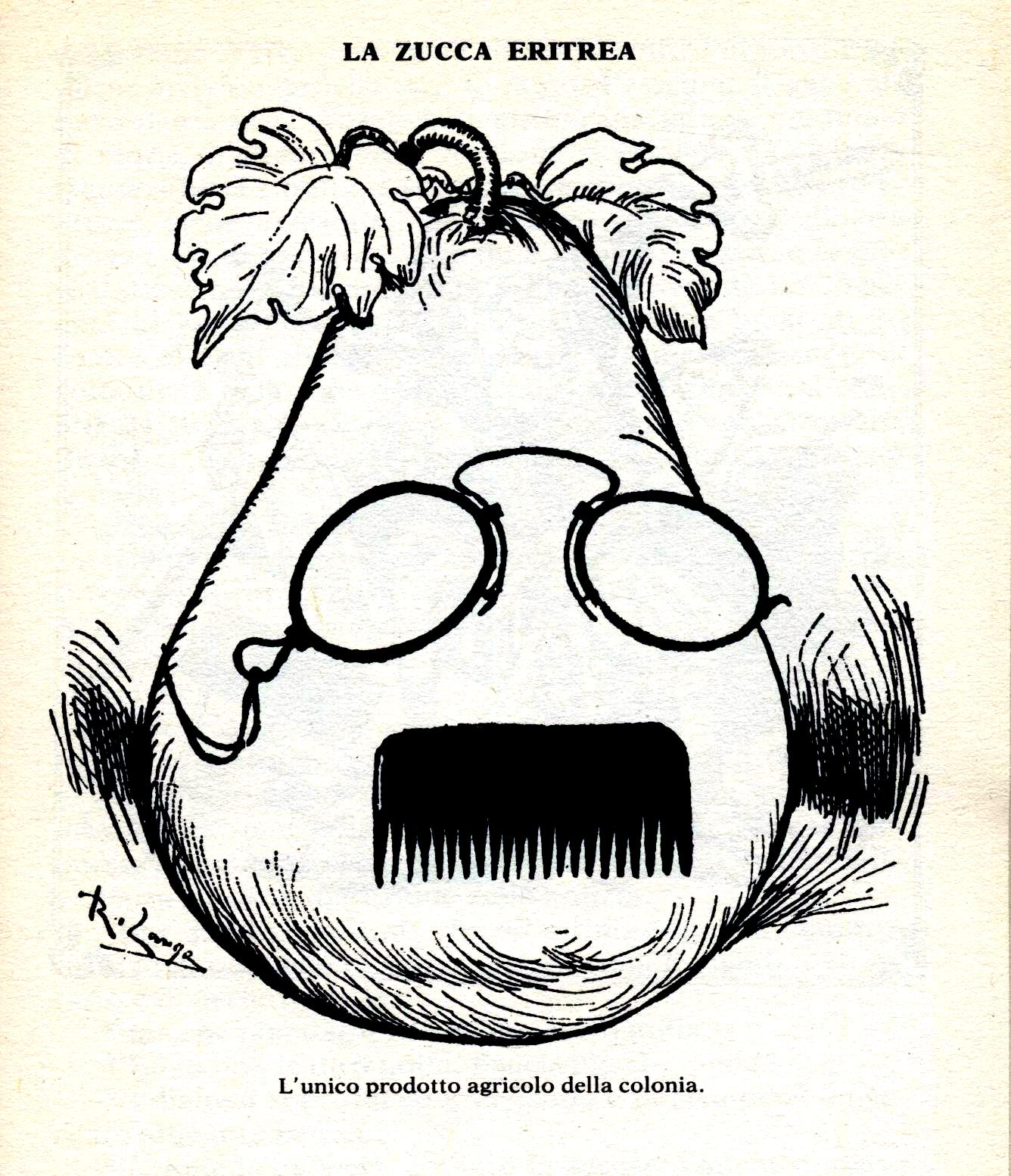
Gabriele Galantara, "La zucca eritrea", copertina de L'Asino, del 16 febbraio 1896
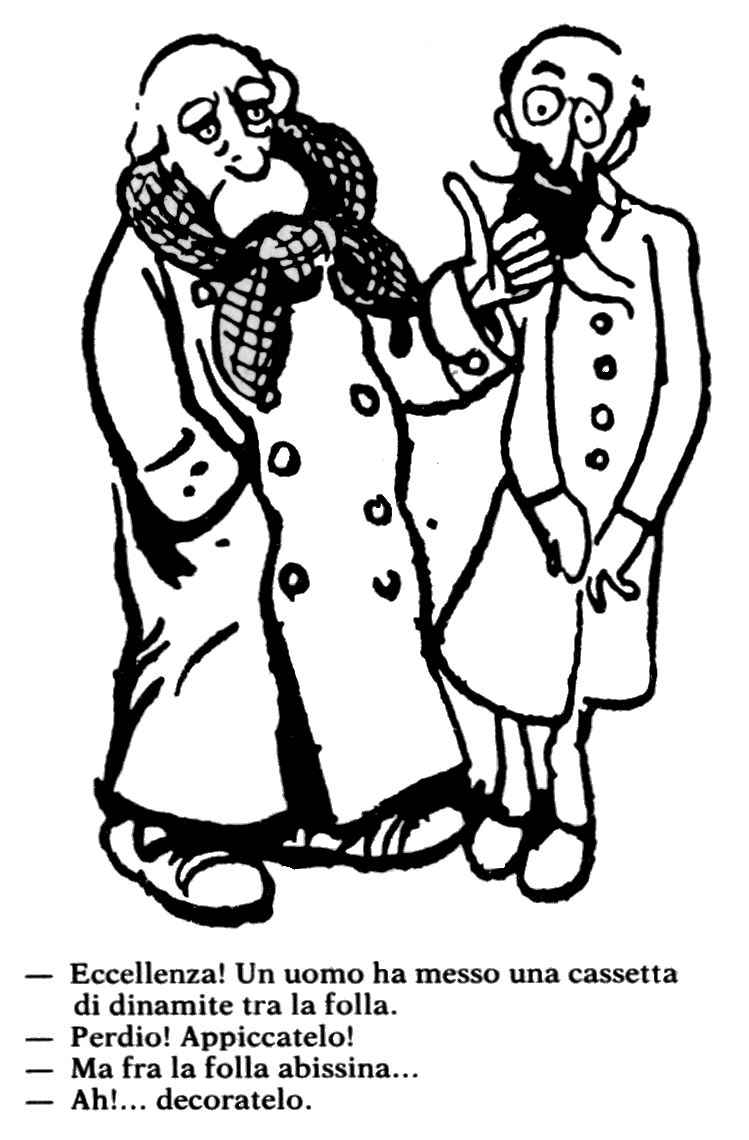
Gabriele Galantara, "Avventura abissina" - vignetta per L'Asino del 1896
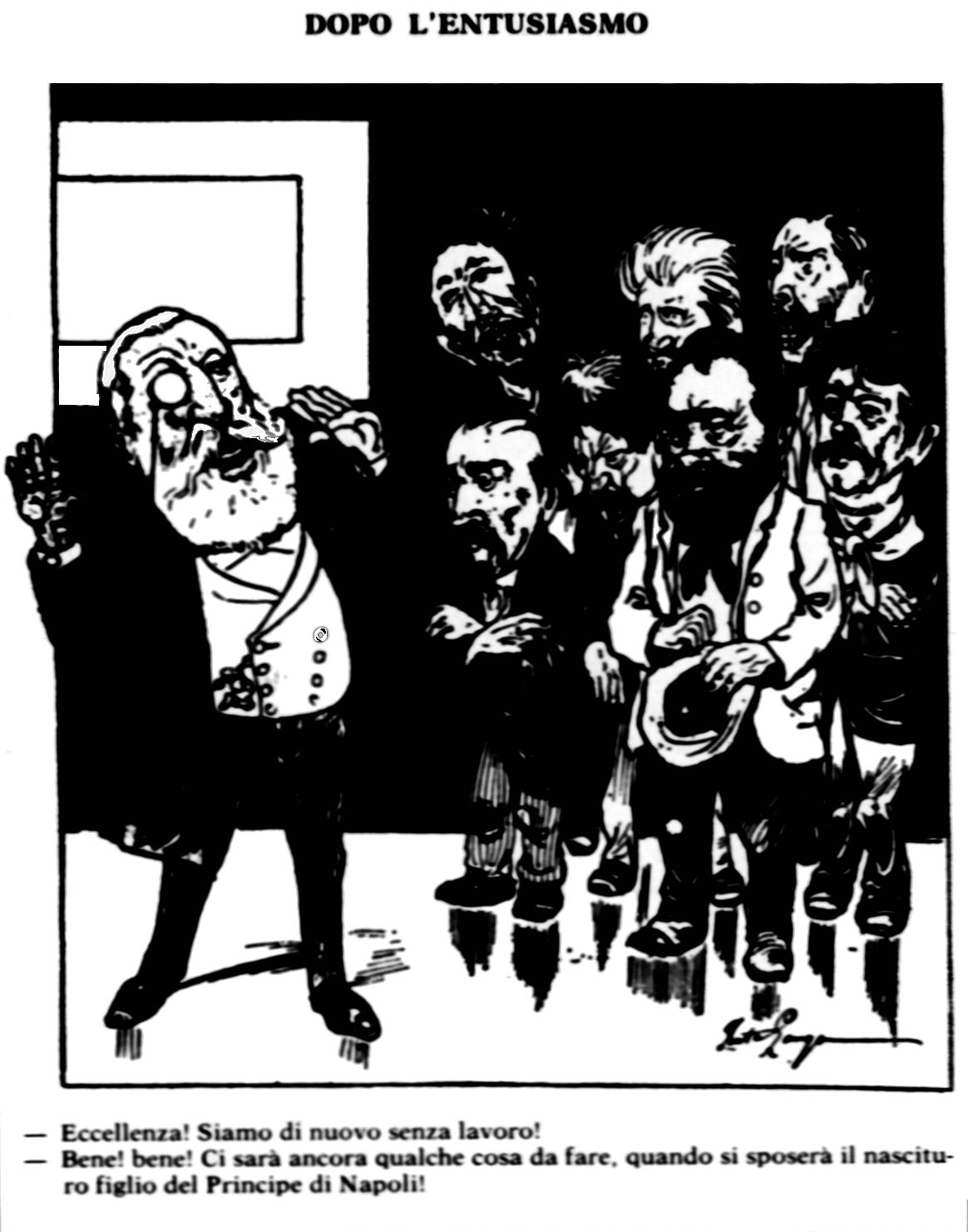
Gabriele Galantara, "Dopo l'entusiasmo" - vignetta per L'Asino del 1896
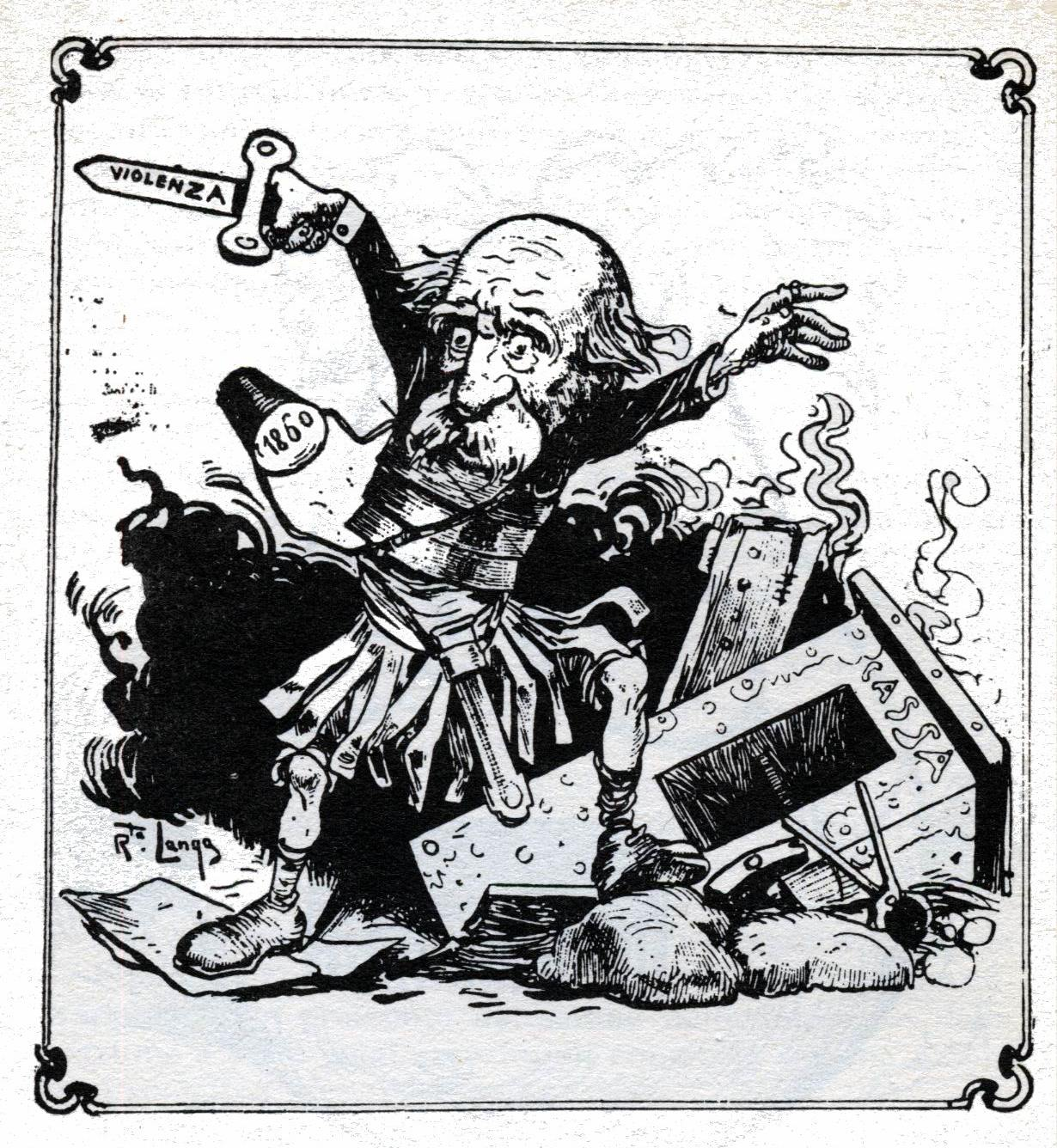
Gabriele Galantara, caricatura di Francesco Crispi, vignetta per L'Asino, 1896
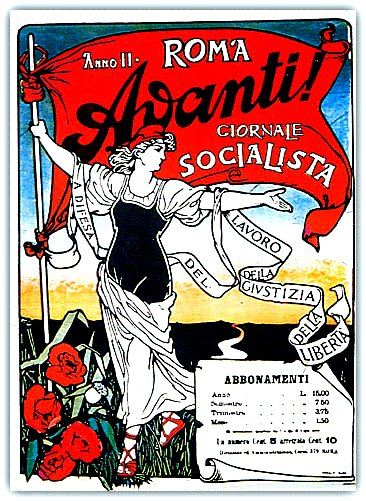
Gabriele Galantara, locandina di propaganda dell'Avanti! del 1897. La figura femminile con il berretto frigio (il Socialismo) è la stessa della copertina de L'Asino del 1 maggio 1898, con la data futura 1998
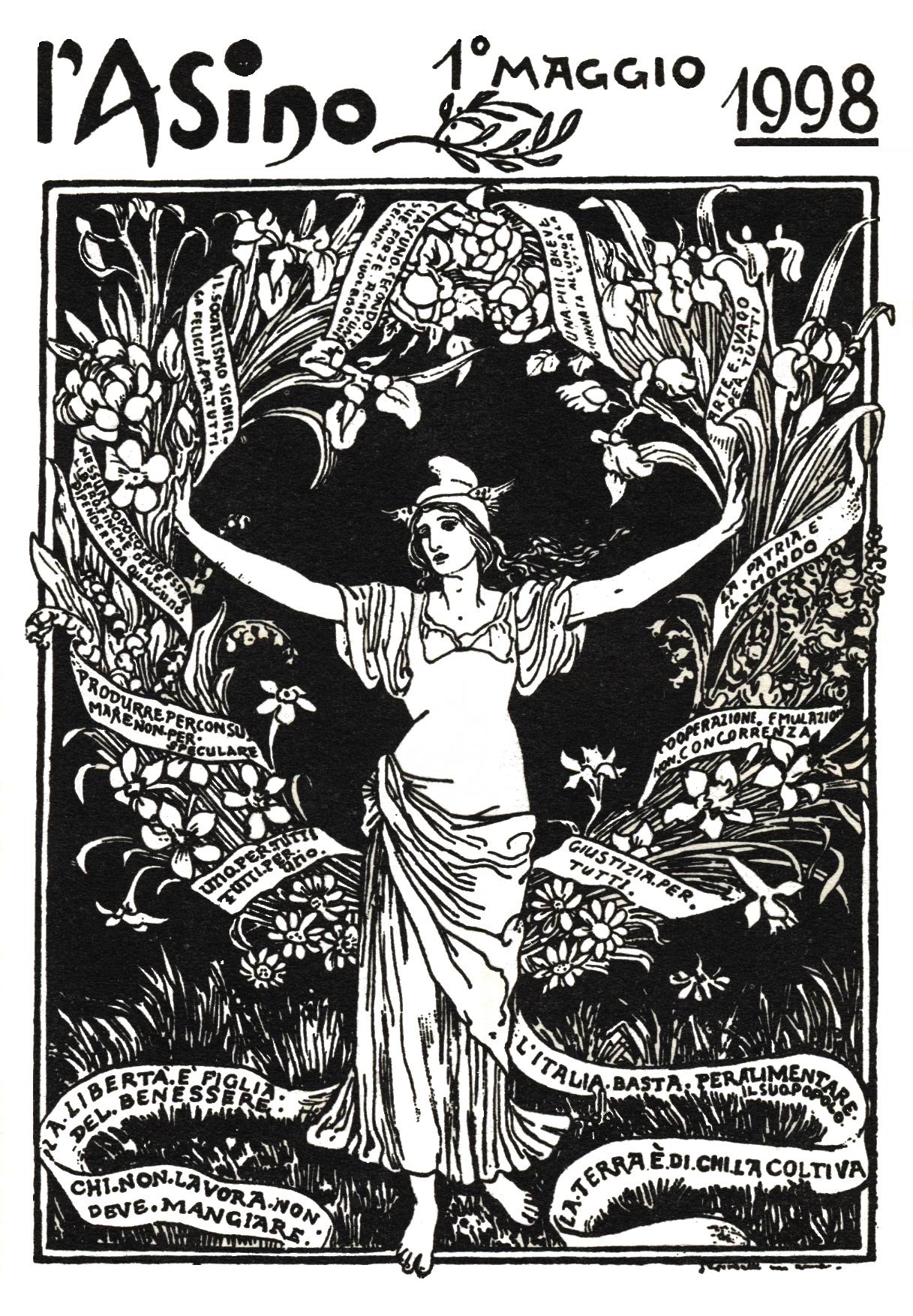
Gabriele Galantara, copertina de L'Asino del 1 maggio 1898, con la data futura 1998. La figura femminile con il berretto frigio (il Socialismo) è la stessa della locandina di propaganda dell'Avanti! del 1897. I nastri citano le conquiste che saranno realizzate nel secolo a venire
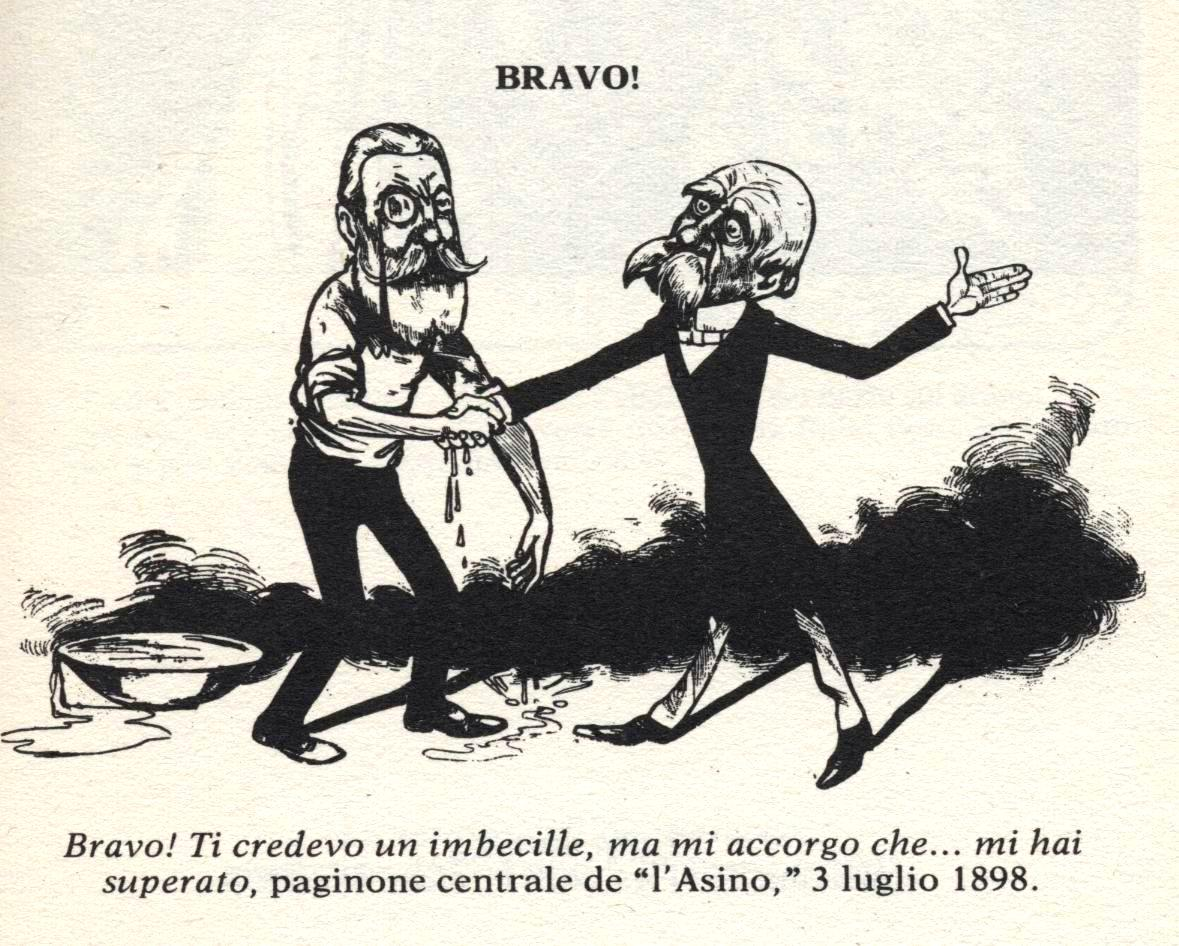
Gabriele Galantara, "Bravo", da L'Asino del 3 luglio 1898, Crispi (responsabile del massacro di Caltavuturo e dell'intervento militare contro i Fasci siciliani) si congratula con il marchese di Rudinì per la dura repressione dei moti popolari del 1898 da parte dei governi da lui presieduti
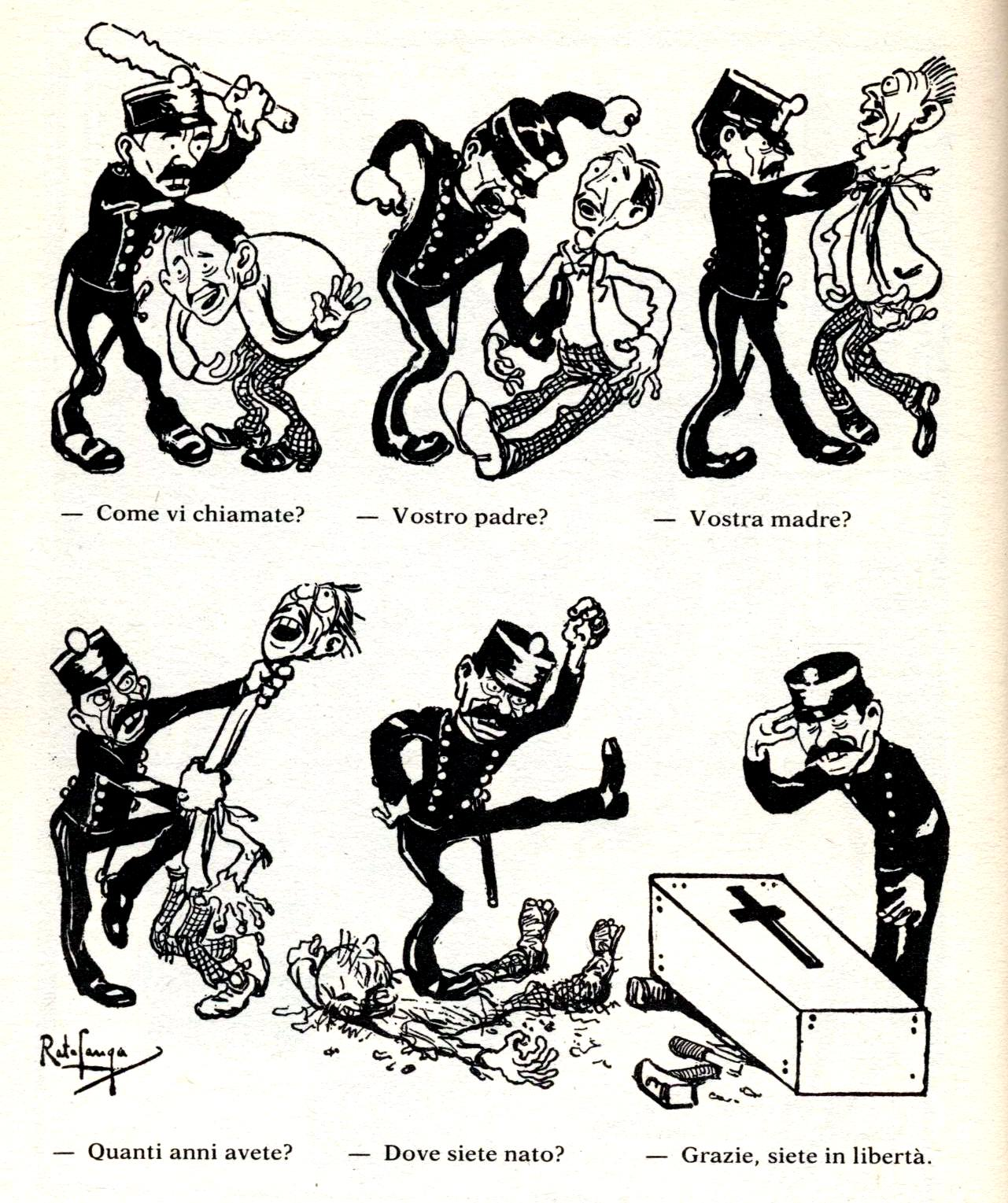
Gabriele Galantara, "Un interrogatorio in questura (a proposito del caso Ferrara e C.)", vignetta per L'Asino del 1900
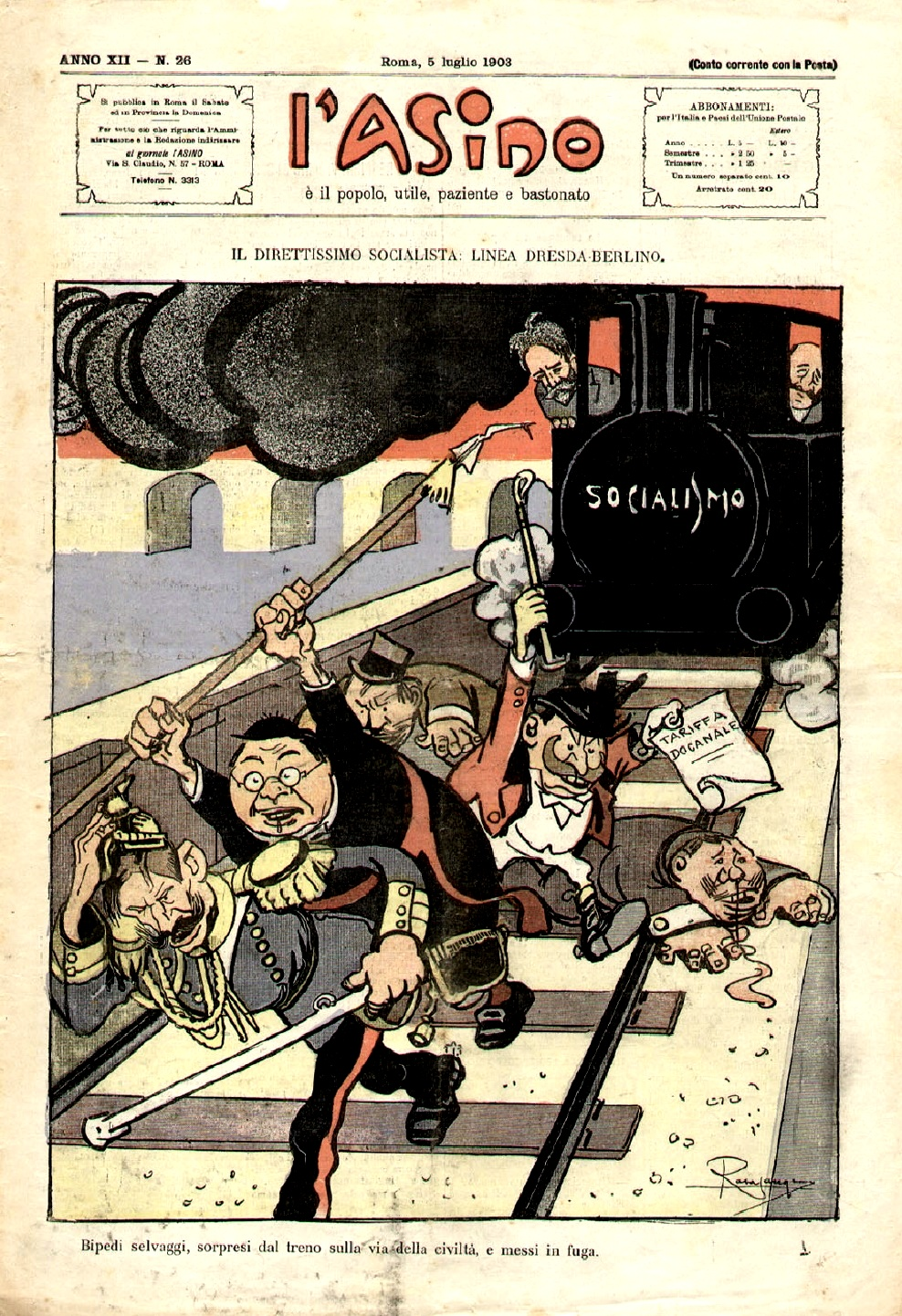
Gabriele Galantara, "Il direttissimo socialista Linea Dresda-Berlino", copertina de L'Asino del 5 luglio 1903
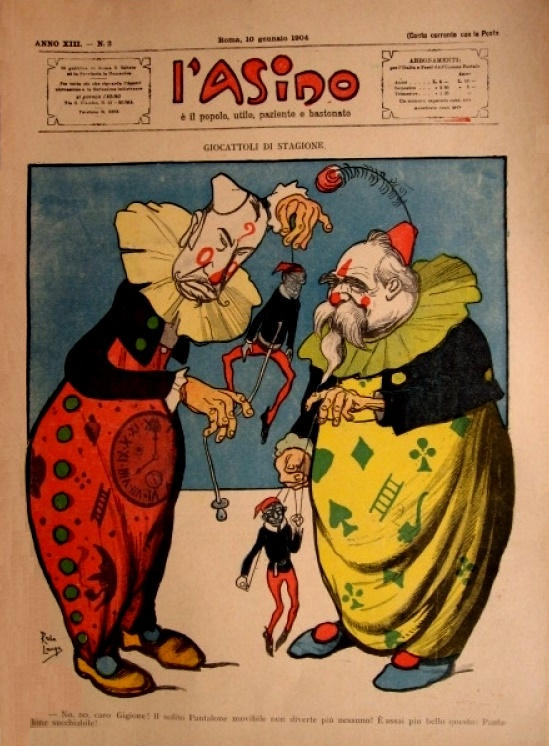
Gabriele Galantara, "Giocattoli di stagione", copertina de L'Asino del 10 gennaio 1904
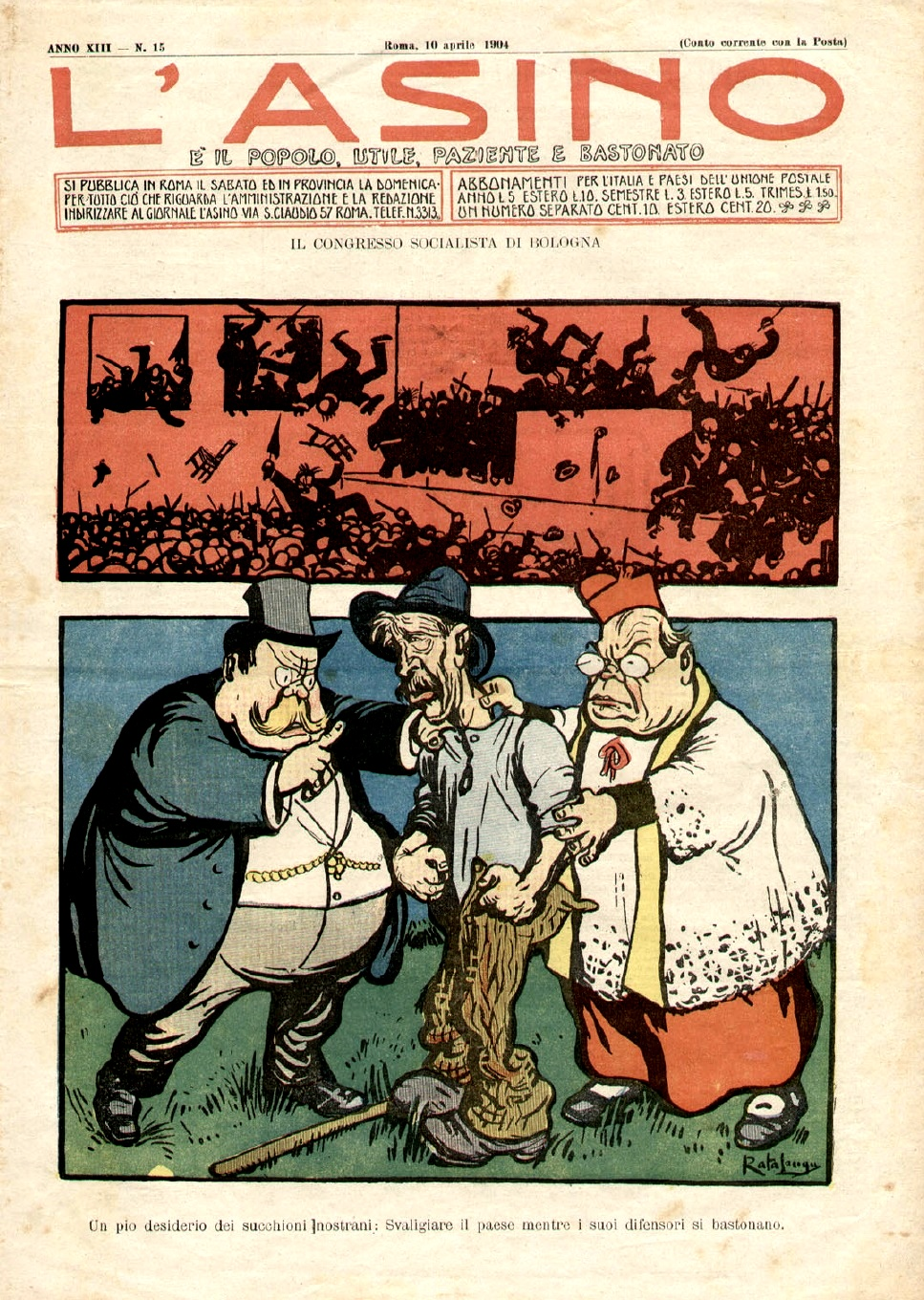
Gabriele Galantara, "Il congresso socialista di Bologna", copertina de L'Asino del 10 aprile 1904
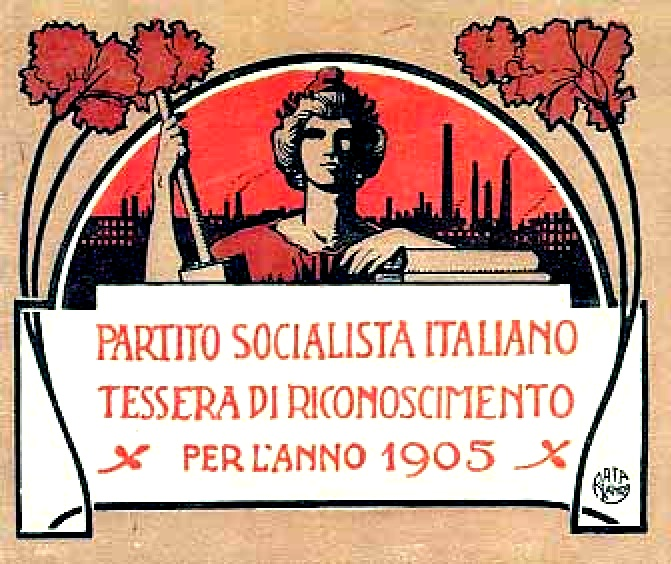
Gabriele Galantara, tessera del Partito Socialista Italiano del 1905 con i garofani rossi
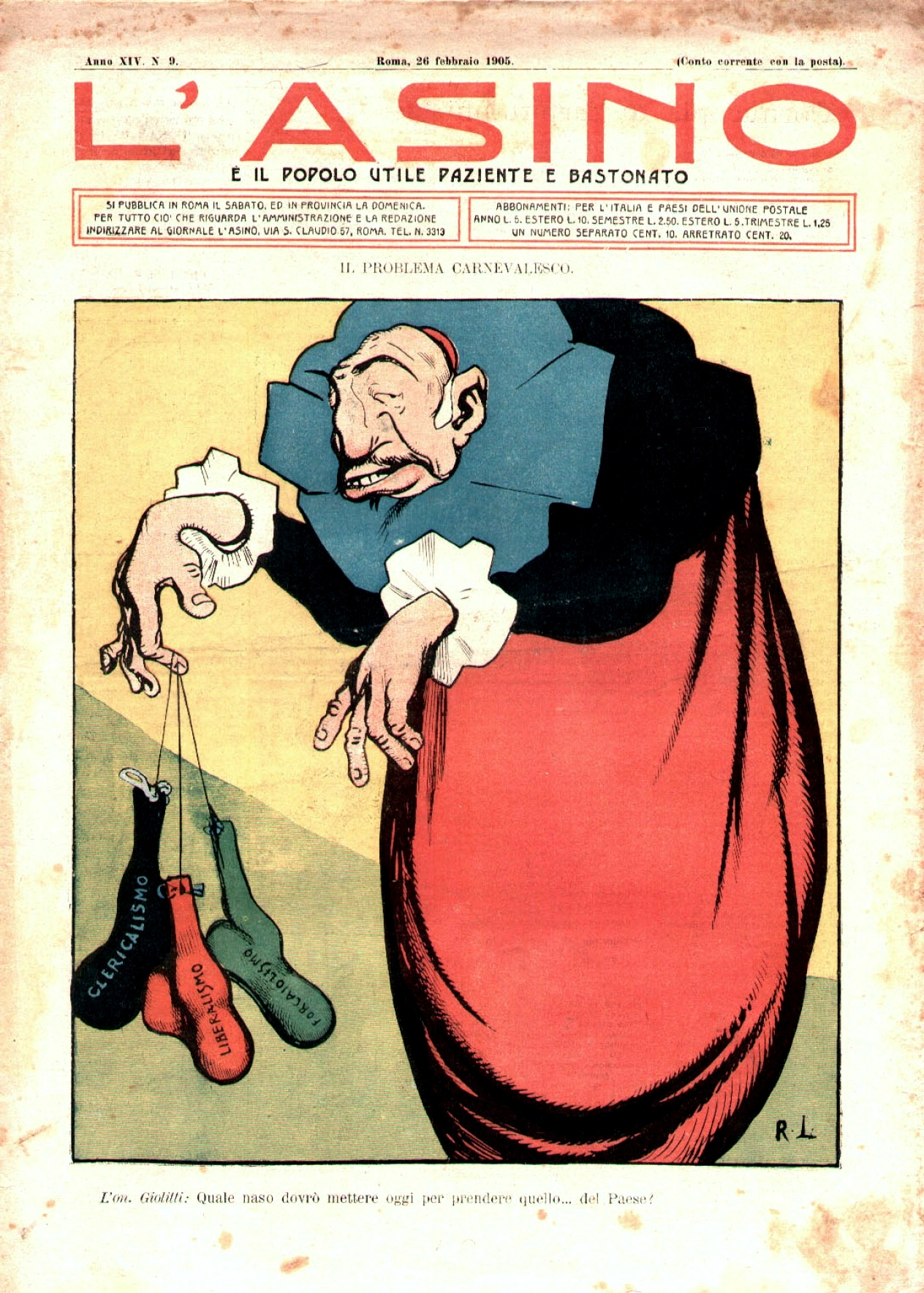
Gabriele Galantara, "Il problema carnevalesco", copertina de L'Asino del 26 febbraio 1905
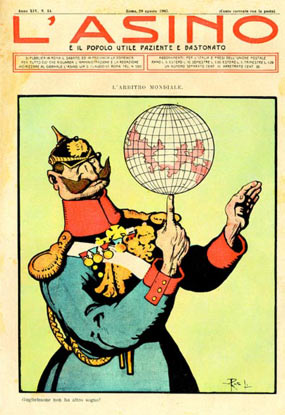
Gabriele Galantara, "L'arbitro mondiale", copertina de L'Asino del 20 agosto 1905
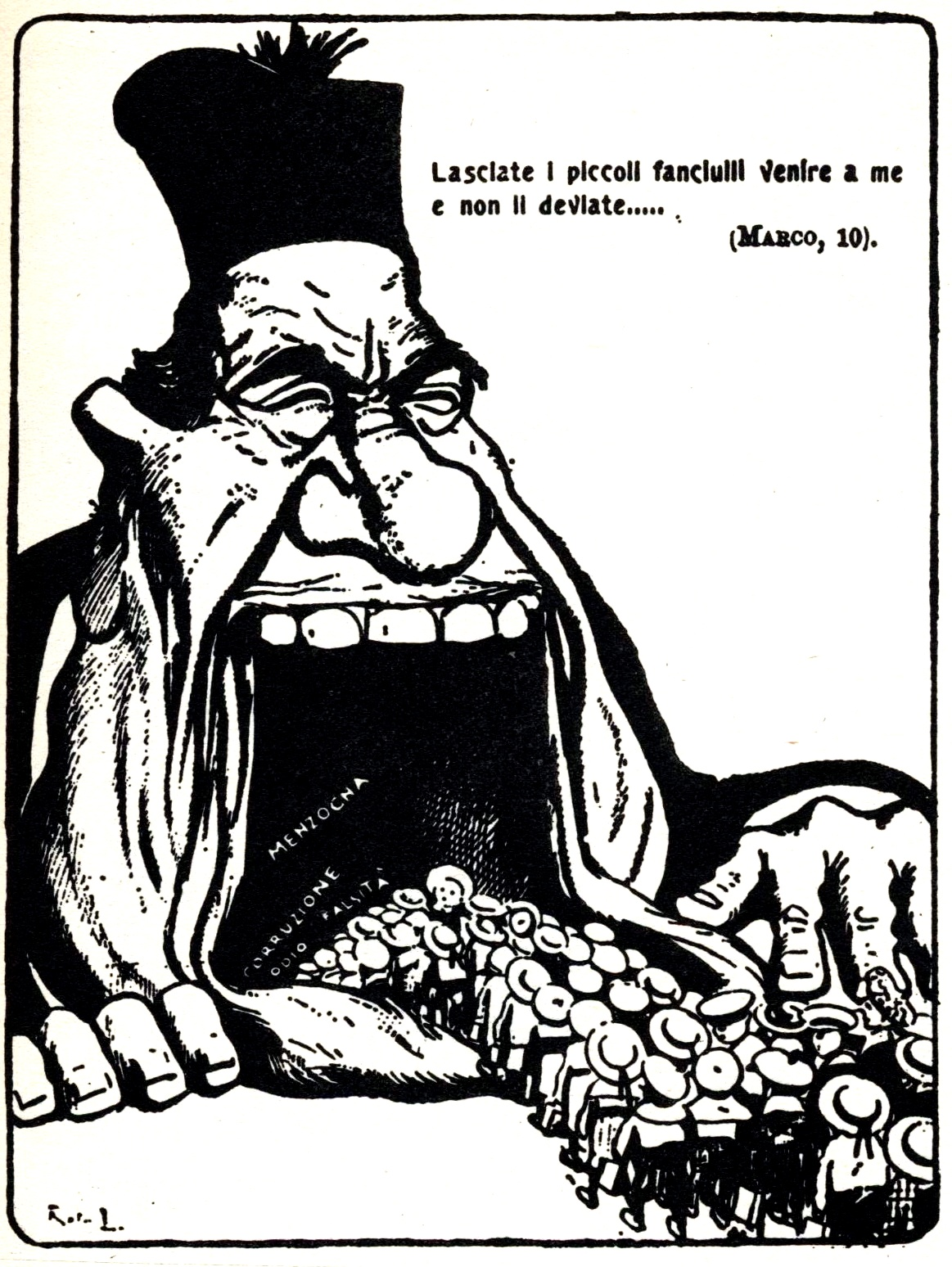
Gabriele Galantara, "La scuola clericale", cartolina di propaganda de L'Asino del 1906
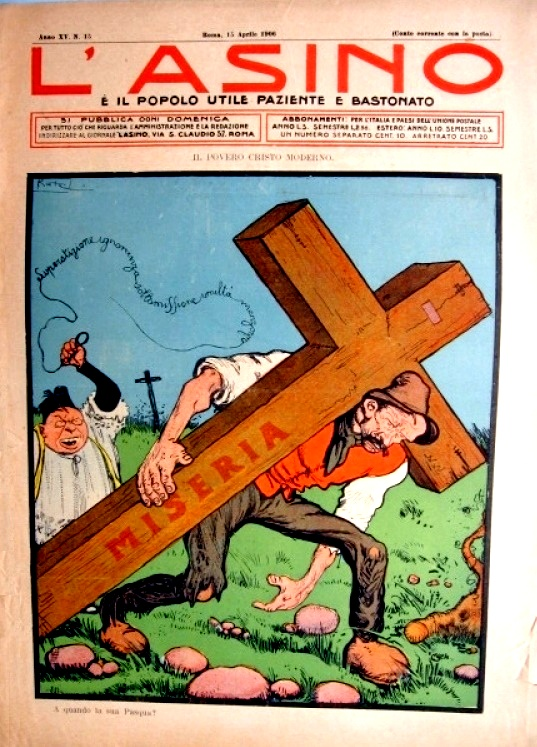
Gabriele Galantara, "Il povero Cristo moderno", copertina de L'Asino del 15 aprile 1906
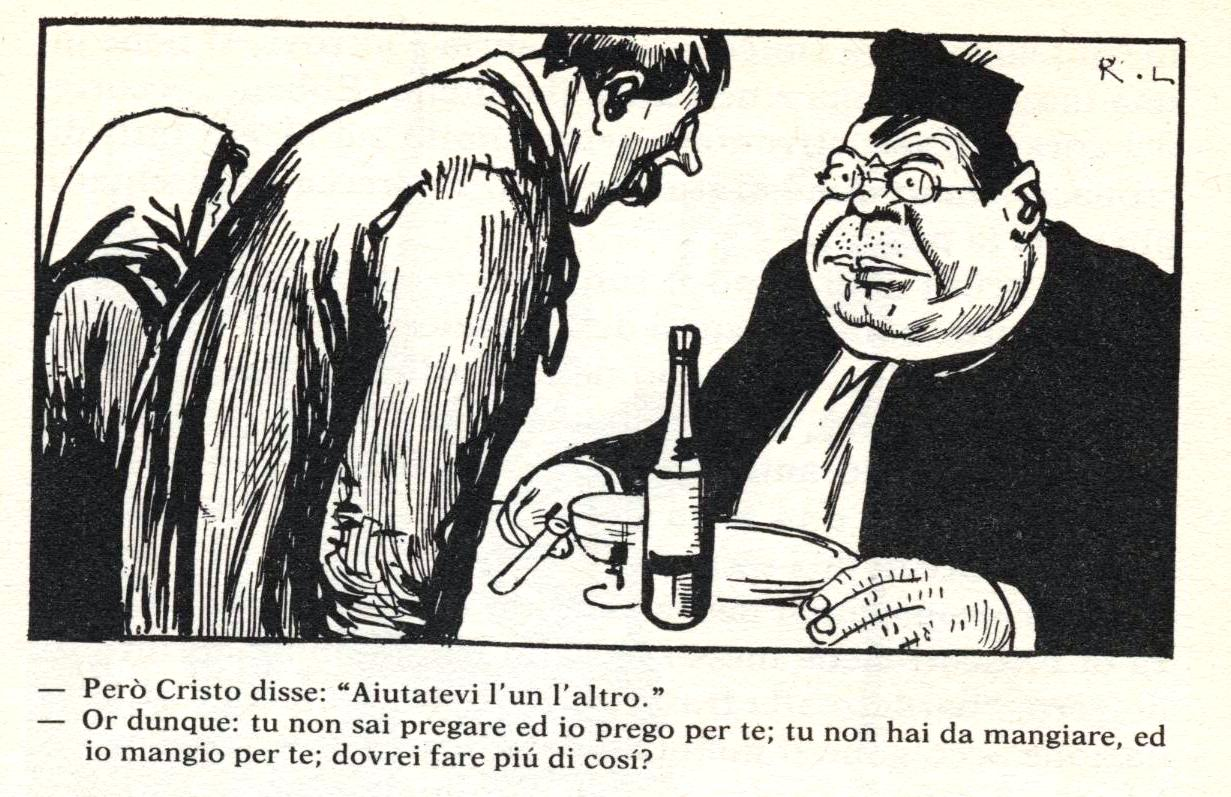
Gabriele Galantara, "Quando la gente è incontentabile", vignetta per L'Asino del 4 febbraio 1906
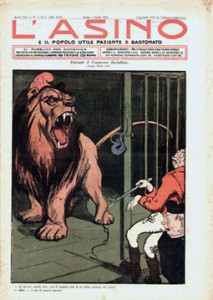
Gabriele Galantara, copertina de L'Asino
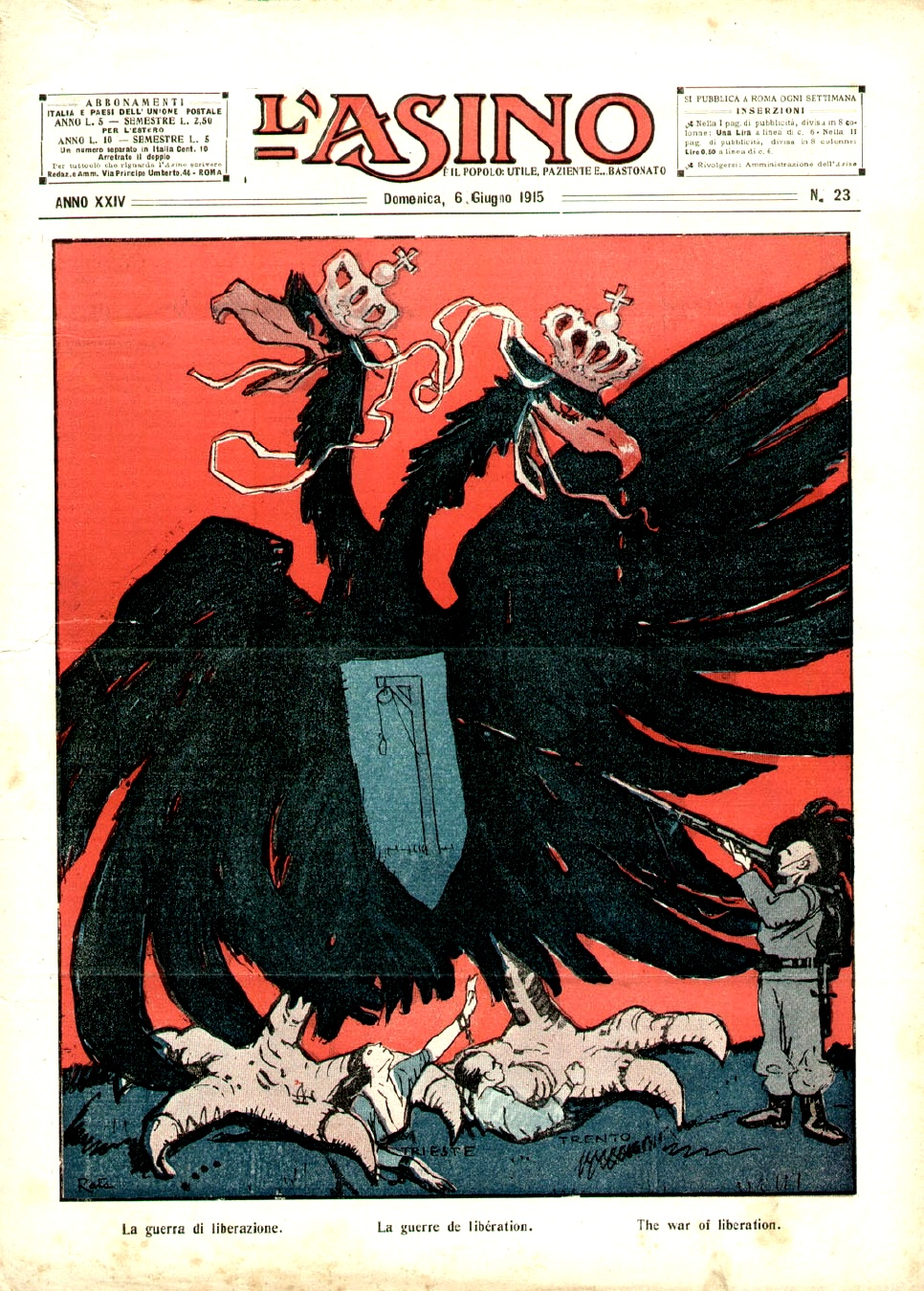
Gabriele Galantara, copertina antiaustriaca de L'Asino del 6 giugno 1915
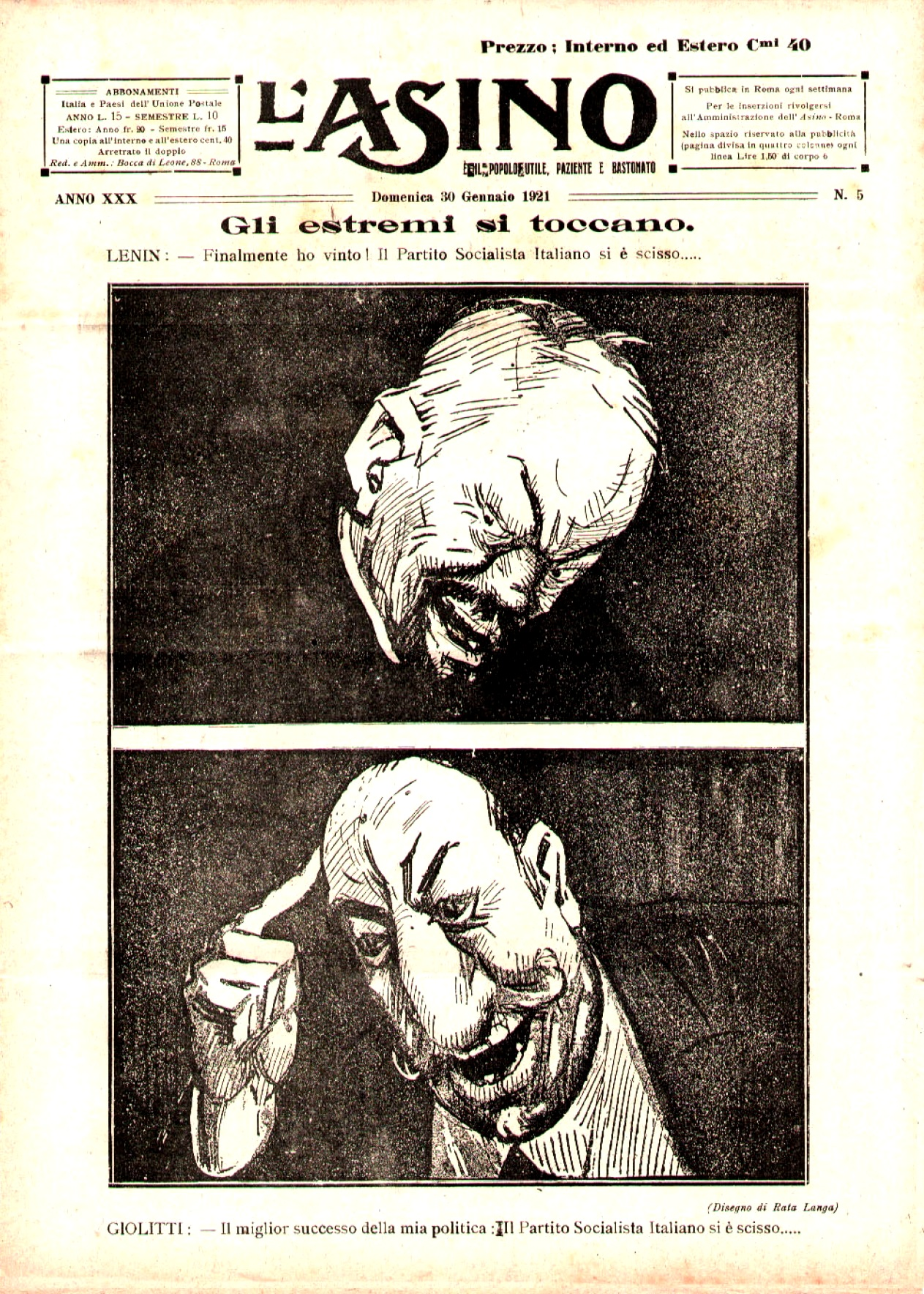
Gabriele Galantara, "Gli estremi si toccano", copertina de L'Asino del 30 gennaio 1921. La parte superiore della vignetta recita: "LENIN: Finalmente ho vinto! Il Partito Socialista Italiano si à scisso ...."; la parte inferiore: "GIOLITTI: Il miglior successo della mia politica! Il Partito Socialista Italiano si à scisso ....".
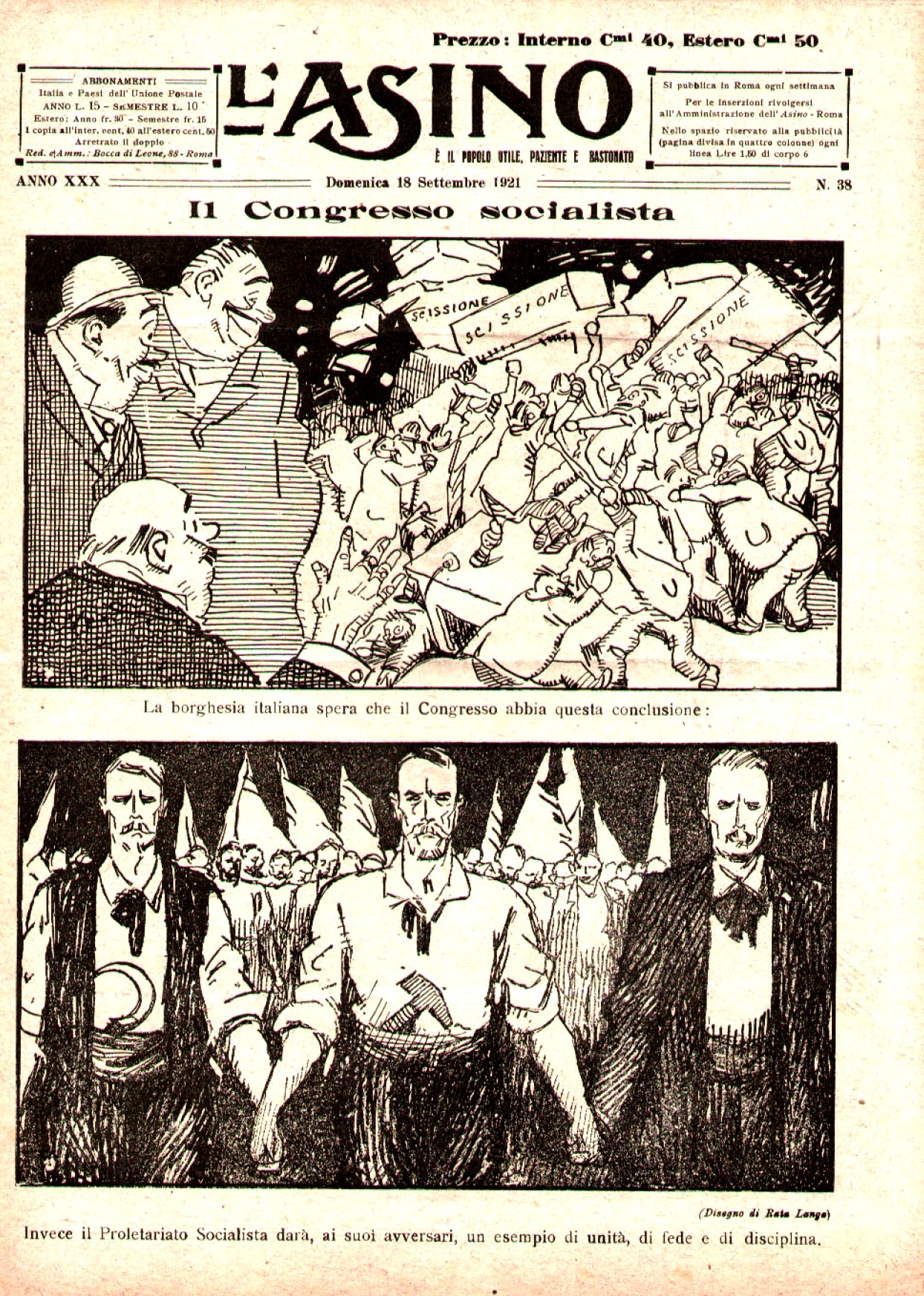
Gabriele Galantara, "Il congresso socialista", copertina de L'Asino del 18 settembre 1921. La parte superiore della vignetta recita: "La borghesia italiana spera che il Congresso abbia questa conclusione"; la parte inferiore: "Invece il Proletariato Socialista darà, ai suoi avversari, un esempio di unità, di fede e di disciplina".
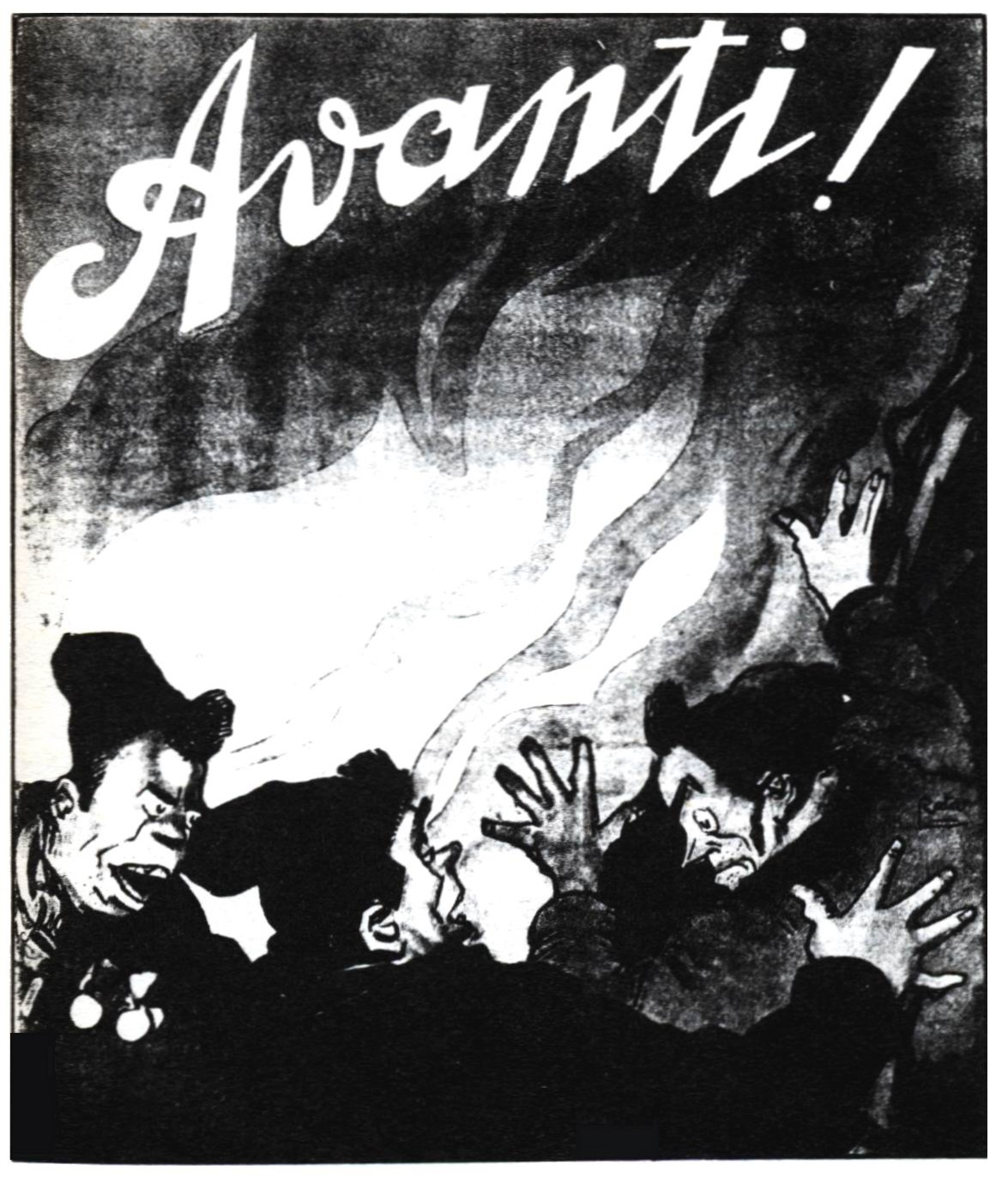
Gabriele Galantara, "Violenze inutili: Distrutto!; Ma se è più ... vivo di prima!", vignetta per L'Asino del 1922
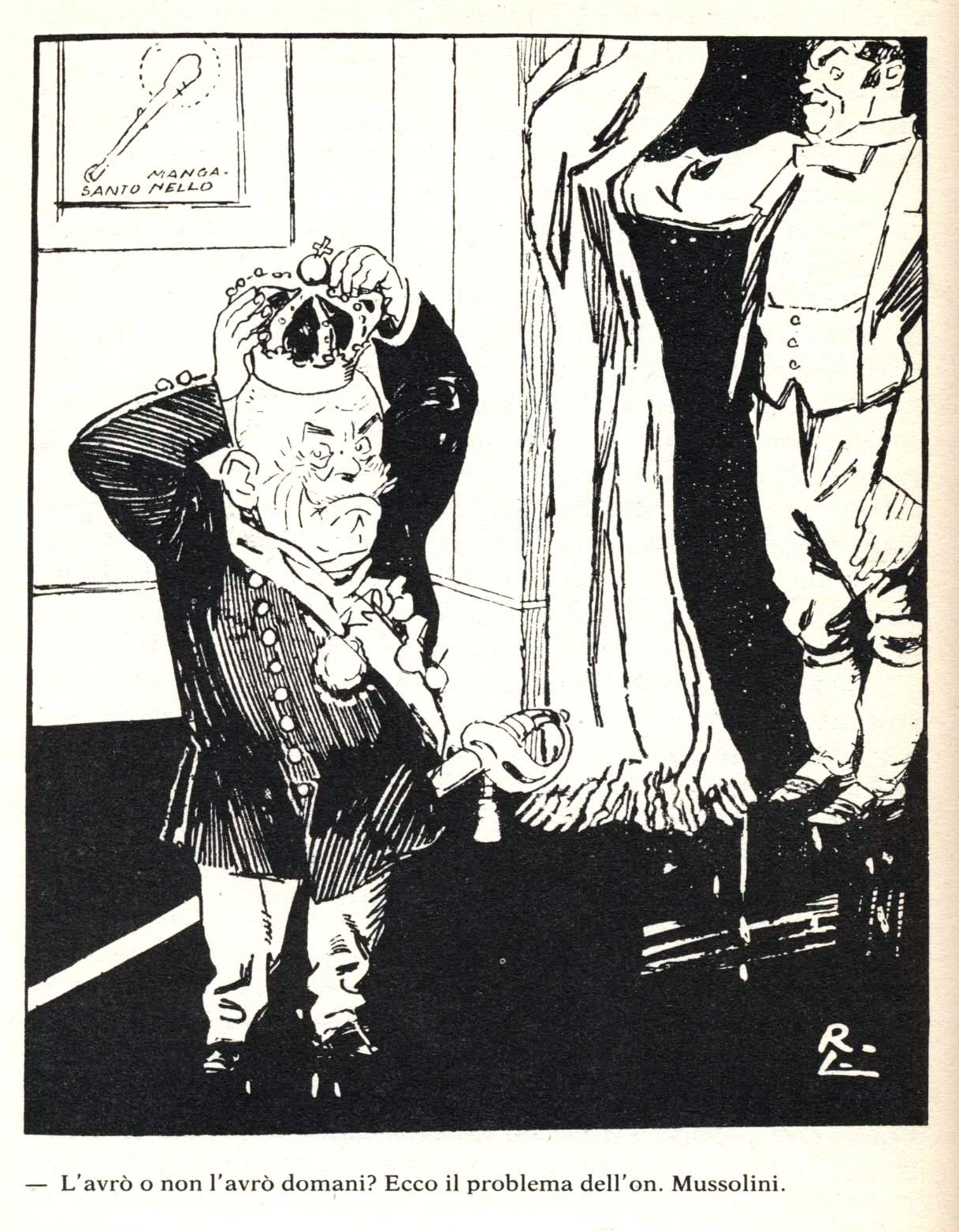
Gabriele Galantara, "Il problema di Mussolini", vignetta per L'Asino del 1922
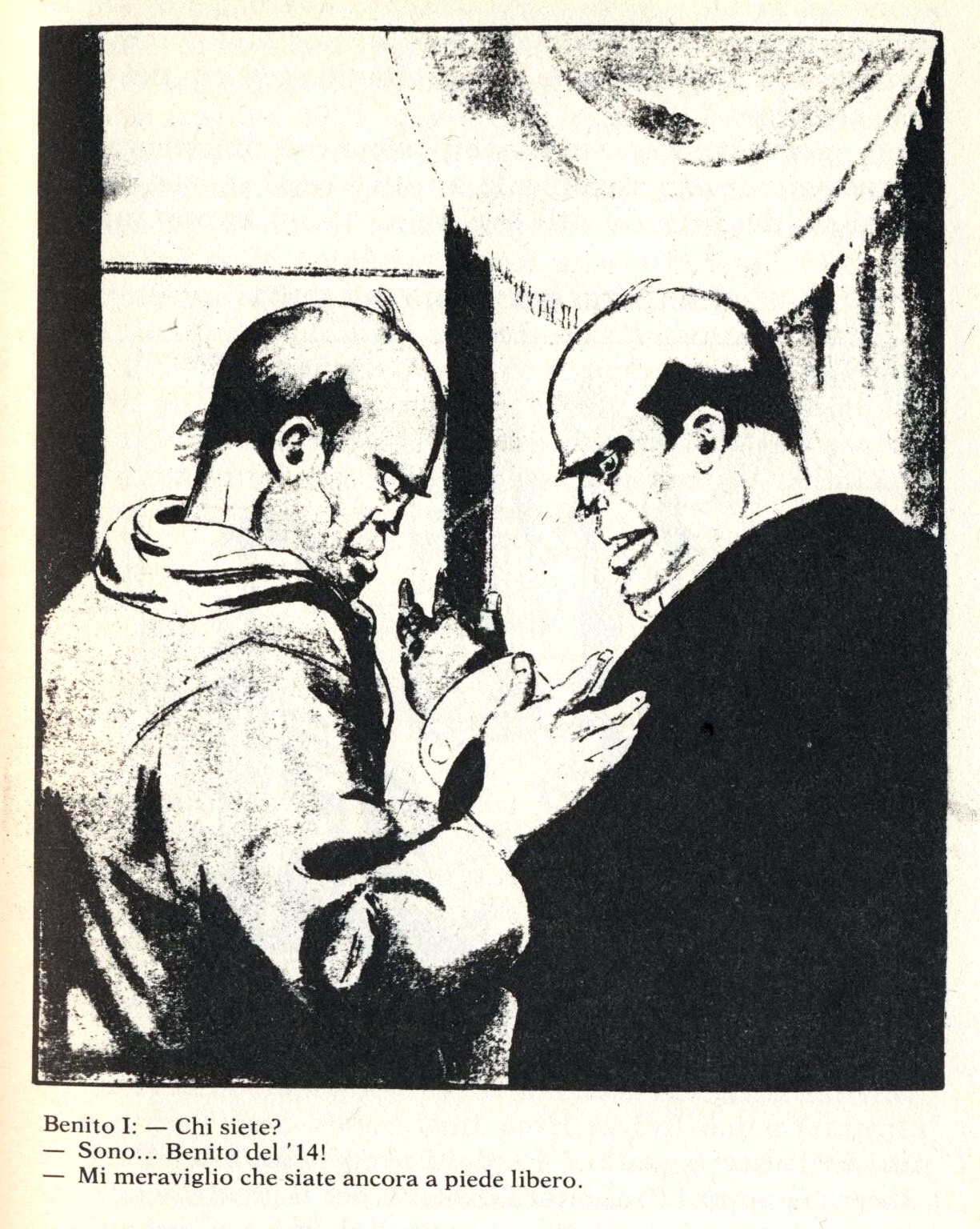
Gabriele Galantara, "Un incontro", vignetta per L'Asino del 20 agosto 1923
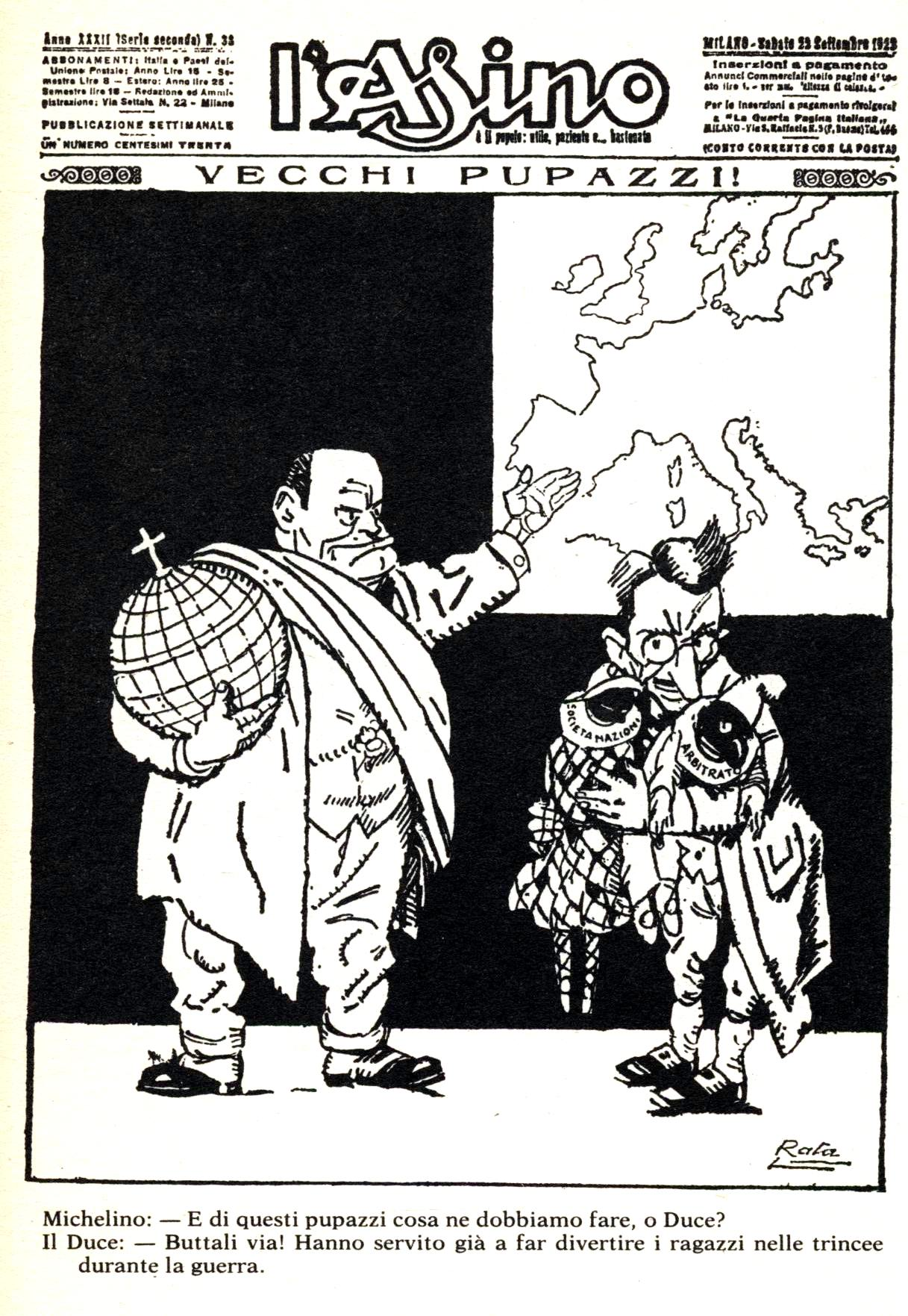
Gabriele Galantara, "Vecchi pupazzi", copertina de L'Asino del 28 settembre 1923
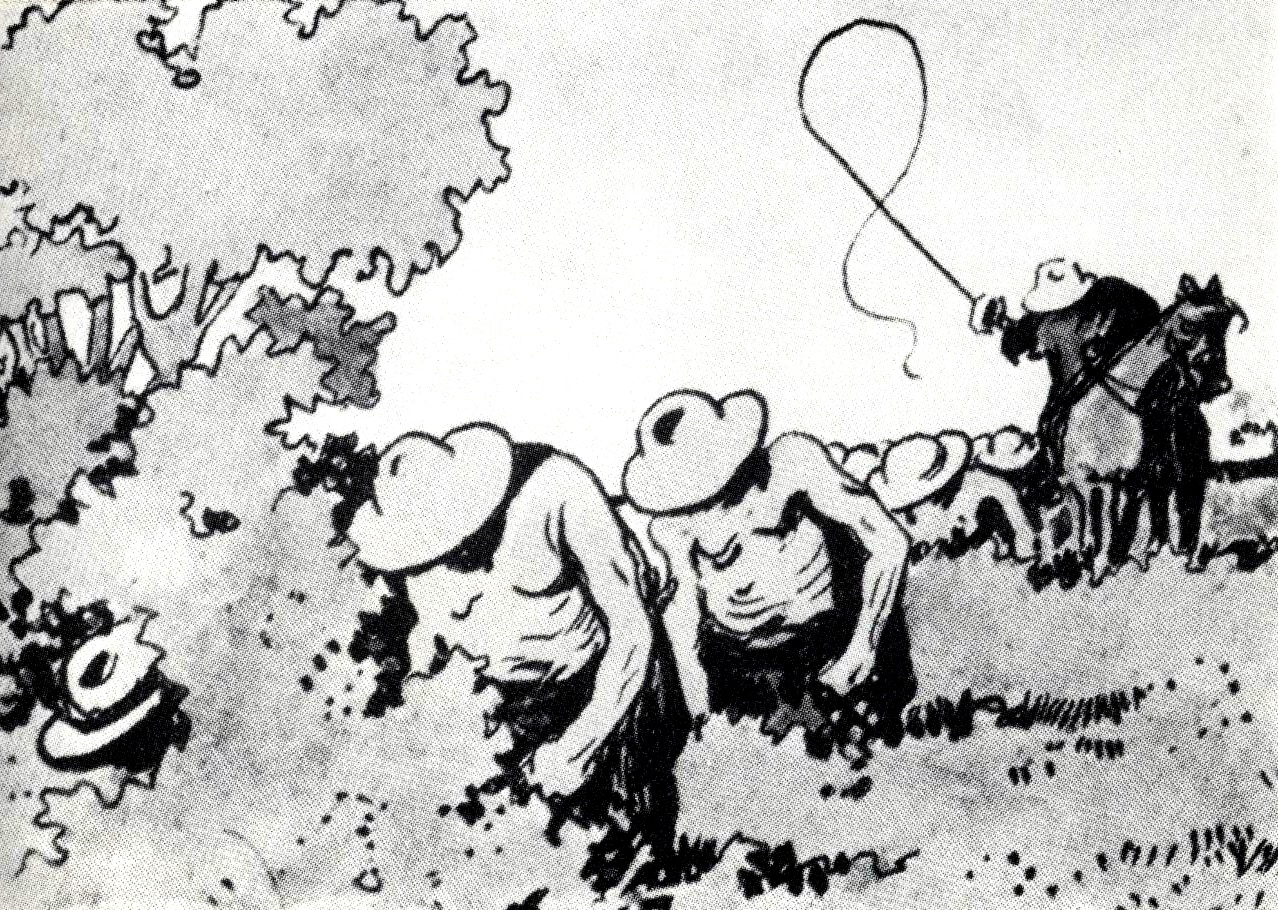
Gabriele Galantara, acquerello sul tema La miseria, 1906